# Généalogie des Bourbons après Henri IV (arbre généalogique)
L'arbre généalogique des Bourbons après Henri IV présente la descendance des Bourbons de France, de Henri IV à Louis-Philippe Ier, ainsi qu'une partie des branches collatérales. Cet arbre ne se veut pas exhaustif mais propose un aperçu des alliances entre les différentes familles royales d'Europe du XVIe siècle au XIXe siècle. La familles des Bourbons compte de nombreux descendants aujourd'hui.
Pour les générations précédentes, voir Arbre généalogique des Bourbons avant Henri IV.

## Arbre généalogique
Légende : Les rois de France et leur épouses sont indiqués par l'icône .

|                                          |                                          |                                          |                                          |                                          |                                          |                                        |                                        |                                         |                                         |                                         |                                         |                                         |                                         |                                              |                                              |                                               |                                               |                                                 |                                                 |                                                 |                                                 | Philippe III d'Espagne (1578-1621)              | Philippe III d'Espagne (1578-1621)              | Philippe III d'Espagne (1578-1621)         | Philippe III d'Espagne (1578-1621)         | Philippe III d'Espagne (1578-1621)             | Philippe III d'Espagne (1578-1621)             |                                                |                                                | Marguerite d'Autriche-Styrie (1584-1611)       | Marguerite d'Autriche-Styrie (1584-1611)       | Marguerite d'Autriche-Styrie (1584-1611) | Marguerite d'Autriche-Styrie (1584-1611) | Marguerite d'Autriche-Styrie (1584-1611) | Marguerite d'Autriche-Styrie (1584-1611) |                                         |                                         |                                             |                                             | Catherine de Médicis (1519-1589)            | Catherine de Médicis (1519-1589)            | Catherine de Médicis (1519-1589)            | Catherine de Médicis (1519-1589)            | Catherine de Médicis (1519-1589)            | Catherine de Médicis (1519-1589)            |                                               |                                               | Henri II de France (1519-1559)                | Henri II de France (1519-1559)                | Henri II de France (1519-1559)                | Henri II de France (1519-1559)                | Henri II de France (1519-1559)             | Henri II de France (1519-1559)             |                                                  |                                                  | Antoine de Bourbon (1518-1562)                   | Antoine de Bourbon (1518-1562)                   | Antoine de Bourbon (1518-1562)                   | Antoine de Bourbon (1518-1562)                   | Antoine de Bourbon (1518-1562)                          | Antoine de Bourbon (1518-1562)                          |                                                                 |                                                                 | Jeanne d'Albret (1528-1572)                                     | Jeanne d'Albret (1528-1572)                                     | Jeanne d'Albret (1528-1572)                                     | Jeanne d'Albret (1528-1572)                                     | Jeanne d'Albret (1528-1572)         | Jeanne d'Albret (1528-1572)         |                                     |                                     | François Ier de Médicis (1541-1587) | François Ier de Médicis (1541-1587) | François Ier de Médicis (1541-1587)                     | François Ier de Médicis (1541-1587)                     | François Ier de Médicis (1541-1587)                     | François Ier de Médicis (1541-1587)                     |                                                         |                                                         | Jeanne de Habsbourg (1547-1578)           | Jeanne de Habsbourg (1547-1578)           | Jeanne de Habsbourg (1547-1578)                     | Jeanne de Habsbourg (1547-1578)                     | Jeanne de Habsbourg (1547-1578)                     | Jeanne de Habsbourg (1547-1578)                     |                                                     |                                                     |                                           |                                           |                                              |                                              |                                              |                                              |                                              |                                              |                                       |                                       |                                          |                                          |                                               |                                               |                                               |                                               |                                                          |                                                          |                                                          |                                                          |                                                          |                                                          |                                               |                                               |                                              |                                              |                                              |                                              |                                            |                                            |                                            |                                            |                                            |                                            |                                                           |                                                           |                                                           |                                                           |                                                           |                                                           |                                              |                                              |                                               |                                               |                                               |                                               |                                               |                                               |                                     |                                     |                                     |                                     |  |  |             |             |             |             |             |             |
|                                          |                                          |                                          |                                          |                                          |                                          |                                        |                                        |                                         |                                         |                                         |                                         |                                         |                                         |                                              |                                              |                                               |                                               |                                                 |                                                 |                                                 |                                                 | Philippe III d'Espagne (1578-1621)              | Philippe III d'Espagne (1578-1621)              | Philippe III d'Espagne (1578-1621)         | Philippe III d'Espagne (1578-1621)         | Philippe III d'Espagne (1578-1621)             | Philippe III d'Espagne (1578-1621)             |                                                |                                                | Marguerite d'Autriche-Styrie (1584-1611)       | Marguerite d'Autriche-Styrie (1584-1611)       | Marguerite d'Autriche-Styrie (1584-1611) | Marguerite d'Autriche-Styrie (1584-1611) | Marguerite d'Autriche-Styrie (1584-1611) | Marguerite d'Autriche-Styrie (1584-1611) |                                         |                                         |                                             |                                             | Catherine de Médicis (1519-1589)            | Catherine de Médicis (1519-1589)            | Catherine de Médicis (1519-1589)            | Catherine de Médicis (1519-1589)            | Catherine de Médicis (1519-1589)            | Catherine de Médicis (1519-1589)            |                                               |                                               | Henri II de France (1519-1559)                | Henri II de France (1519-1559)                | Henri II de France (1519-1559)                | Henri II de France (1519-1559)                | Henri II de France (1519-1559)             | Henri II de France (1519-1559)             |                                                  |                                                  | Antoine de Bourbon (1518-1562)                   | Antoine de Bourbon (1518-1562)                   | Antoine de Bourbon (1518-1562)                   | Antoine de Bourbon (1518-1562)                   | Antoine de Bourbon (1518-1562)                          | Antoine de Bourbon (1518-1562)                          |                                                                 |                                                                 | Jeanne d'Albret (1528-1572)                                     | Jeanne d'Albret (1528-1572)                                     | Jeanne d'Albret (1528-1572)                                     | Jeanne d'Albret (1528-1572)                                     | Jeanne d'Albret (1528-1572)         | Jeanne d'Albret (1528-1572)         |                                     |                                     | François Ier de Médicis (1541-1587) | François Ier de Médicis (1541-1587) | François Ier de Médicis (1541-1587)                     | François Ier de Médicis (1541-1587)                     | François Ier de Médicis (1541-1587)                     | François Ier de Médicis (1541-1587)                     |                                                         |                                                         | Jeanne de Habsbourg (1547-1578)           | Jeanne de Habsbourg (1547-1578)           | Jeanne de Habsbourg (1547-1578)                     | Jeanne de Habsbourg (1547-1578)                     | Jeanne de Habsbourg (1547-1578)                     | Jeanne de Habsbourg (1547-1578)                     |                                                     |                                                     |                                           |                                           |                                              |                                              |                                              |                                              |                                              |                                              |                                       |                                       |                                          |                                          |                                               |                                               |                                               |                                               |                                                          |                                                          |                                                          |                                                          |                                                          |                                                          |                                               |                                               |                                              |                                              |                                              |                                              |                                            |                                            |                                            |                                            |                                            |                                            |                                                           |                                                           |                                                           |                                                           |                                                           |                                                           |                                              |                                              |                                               |                                               |                                               |                                               |                                               |                                               |                                     |                                     |                                     |                                     |  |  |             |             |             |             |             |             |
|                                          |                                          |                                          |                                          |                                          |                                          |                                        |                                        |                                         |                                         |                                         |                                         |                                         |                                         |                                              |                                              |                                               |                                               |                                                 |                                                 |                                                 |                                                 |                                                 |                                                 |                                            |                                            |                                                |                                                |                                                |                                                |                                                |                                                |                                          |                                          |                                          |                                          |                                         |                                         |                                             |                                             |                                             |                                             |                                             |                                             |                                             |                                             |                                               |                                               |                                               |                                               |                                               |                                               |                                            |                                            |                                                  |                                                  |                                                  |                                                  |                                                  |                                                  |                                                         |                                                         |                                                                 |                                                                 |                                                                 |                                                                 |                                                                 |                                                                 |                                     |                                     |                                     |                                     |                                     |                                     |                                                         |                                                         |                                                         |                                                         |                                                         |                                                         |                                           |                                           |                                                     |                                                     |                                                     |                                                     |                                                     |                                                     |                                           |                                           |                                              |                                              |                                              |                                              |                                              |                                              |                                       |                                       |                                          |                                          |                                               |                                               |                                               |                                               |                                                          |                                                          |                                                          |                                                          |                                                          |                                                          |                                               |                                               |                                              |                                              |                                              |                                              |                                            |                                            |                                            |                                            |                                            |                                            |                                                           |                                                           |                                                           |                                                           |                                                           |                                                           |                                              |                                              |                                               |                                               |                                               |                                               |                                               |                                               |                                     |                                     |                                     |                                     |  |  |             |             |             |             |             |             |
|                                          |                                          |                                          |                                          |                                          |                                          |                                        |                                        |                                         |                                         |                                         |                                         |                                         |                                         |                                              |                                              |                                               |                                               |                                                 |                                                 |                                                 |                                                 |                                                 |                                                 |                                            |                                            |                                                |                                                |                                                |                                                |                                                |                                                |                                          |                                          |                                          |                                          |                                         |                                         |                                             |                                             |                                             |                                             |                                             |                                             |                                             |                                             |                                               |                                               |                                               |                                               |                                               |                                               |                                            |                                            |                                                  |                                                  |                                                  |                                                  |                                                  |                                                  |                                                         |                                                         |                                                                 |                                                                 |                                                                 |                                                                 |                                                                 |                                                                 |                                     |                                     |                                     |                                     |                                     |                                     |                                                         |                                                         |                                                         |                                                         |                                                         |                                                         |                                           |                                           |                                                     |                                                     |                                                     |                                                     |                                                     |                                                     |                                           |                                           |                                              |                                              |                                              |                                              |                                              |                                              |                                       |                                       |                                          |                                          |                                               |                                               |                                               |                                               |                                                          |                                                          |                                                          |                                                          |                                                          |                                                          |                                               |                                               |                                              |                                              |                                              |                                              |                                            |                                            |                                            |                                            |                                            |                                            |                                                           |                                                           |                                                           |                                                           |                                                           |                                                           |                                              |                                              |                                               |                                               |                                               |                                               |                                               |                                               |                                     |                                     |                                     |                                     |  |  |             |             |             |             |             |             |
|                                          |                                          |                                          |                                          |                                          |                                          |                                        |                                        |                                         |                                         |                                         |                                         | Ferdinand III de Habsbourg (1608-1657)  | Ferdinand III de Habsbourg (1608-1657)  | Ferdinand III de Habsbourg (1608-1657)       | Ferdinand III de Habsbourg (1608-1657)       | Ferdinand III de Habsbourg (1608-1657)        | Ferdinand III de Habsbourg (1608-1657)        |                                                 |                                                 | Marie-Anne d'Autriche (1606-1646)               | Marie-Anne d'Autriche (1606-1646)               | Marie-Anne d'Autriche (1606-1646)               | Marie-Anne d'Autriche (1606-1646)               | Marie-Anne d'Autriche (1606-1646)          | Marie-Anne d'Autriche (1606-1646)          |                                                |                                                |                                                |                                                |                                                |                                                |                                          |                                          |                                          |                                          |                                         |                                         |                                             |                                             |                                             |                                             |                                             |                                             | Marguerite de Valois (1553-1615)            | Marguerite de Valois (1553-1615)            | Marguerite de Valois (1553-1615)              | Marguerite de Valois (1553-1615)              | Marguerite de Valois (1553-1615)              | Marguerite de Valois (1553-1615)              |                                               |                                               |                                            |                                            |                                                  |                                                  |                                                  |                                                  |                                                  |                                                  | Henri IV de France (1553-1610)                          | Henri IV de France (1553-1610)                          | Henri IV de France (1553-1610)                                  | Henri IV de France (1553-1610)                                  | Henri IV de France (1553-1610)                                  | Henri IV de France (1553-1610)                                  |                                                                 |                                                                 |                                     |                                     |                                     |                                     |                                     |                                     |                                                         |                                                         | Marie de Médicis (1575-1642)                            | Marie de Médicis (1575-1642)                            | Marie de Médicis (1575-1642)                            | Marie de Médicis (1575-1642)                            | Marie de Médicis (1575-1642)              | Marie de Médicis (1575-1642)              |                                                     |                                                     |                                                     |                                                     |                                                     |                                                     |                                           |                                           |                                              |                                              |                                              |                                              |                                              |                                              |                                       |                                       |                                          |                                          |                                               |                                               |                                               |                                               |                                                          |                                                          |                                                          |                                                          |                                                          |                                                          |                                               |                                               |                                              |                                              |                                              |                                              |                                            |                                            |                                            |                                            |                                            |                                            |                                                           |                                                           |                                                           |                                                           |                                                           |                                                           |                                              |                                              |                                               |                                               |                                               |                                               |                                               |                                               |                                     |                                     |                                     |                                     |  |  |             |             |             |             |             |             |
|                                          |                                          |                                          |                                          |                                          |                                          |                                        |                                        |                                         |                                         |                                         |                                         | Ferdinand III de Habsbourg (1608-1657)  | Ferdinand III de Habsbourg (1608-1657)  | Ferdinand III de Habsbourg (1608-1657)       | Ferdinand III de Habsbourg (1608-1657)       | Ferdinand III de Habsbourg (1608-1657)        | Ferdinand III de Habsbourg (1608-1657)        |                                                 |                                                 | Marie-Anne d'Autriche (1606-1646)               | Marie-Anne d'Autriche (1606-1646)               | Marie-Anne d'Autriche (1606-1646)               | Marie-Anne d'Autriche (1606-1646)               | Marie-Anne d'Autriche (1606-1646)          | Marie-Anne d'Autriche (1606-1646)          |                                                |                                                |                                                |                                                |                                                |                                                |                                          |                                          |                                          |                                          |                                         |                                         |                                             |                                             |                                             |                                             |                                             |                                             | Marguerite de Valois (1553-1615)            | Marguerite de Valois (1553-1615)            | Marguerite de Valois (1553-1615)              | Marguerite de Valois (1553-1615)              | Marguerite de Valois (1553-1615)              | Marguerite de Valois (1553-1615)              |                                               |                                               |                                            |                                            |                                                  |                                                  |                                                  |                                                  |                                                  |                                                  | Henri IV de France (1553-1610)                          | Henri IV de France (1553-1610)                          | Henri IV de France (1553-1610)                                  | Henri IV de France (1553-1610)                                  | Henri IV de France (1553-1610)                                  | Henri IV de France (1553-1610)                                  |                                                                 |                                                                 |                                     |                                     |                                     |                                     |                                     |                                     |                                                         |                                                         | Marie de Médicis (1575-1642)                            | Marie de Médicis (1575-1642)                            | Marie de Médicis (1575-1642)                            | Marie de Médicis (1575-1642)                            | Marie de Médicis (1575-1642)              | Marie de Médicis (1575-1642)              |                                                     |                                                     |                                                     |                                                     |                                                     |                                                     |                                           |                                           |                                              |                                              |                                              |                                              |                                              |                                              |                                       |                                       |                                          |                                          |                                               |                                               |                                               |                                               |                                                          |                                                          |                                                          |                                                          |                                                          |                                                          |                                               |                                               |                                              |                                              |                                              |                                              |                                            |                                            |                                            |                                            |                                            |                                            |                                                           |                                                           |                                                           |                                                           |                                                           |                                                           |                                              |                                              |                                               |                                               |                                               |                                               |                                               |                                               |                                     |                                     |                                     |                                     |  |  |             |             |             |             |             |             |
|                                          |                                          |                                          |                                          |                                          |                                          |                                        |                                        |                                         |                                         |                                         |                                         |                                         |                                         |                                              |                                              |                                               |                                               |                                                 |                                                 |                                                 |                                                 |                                                 |                                                 |                                            |                                            |                                                |                                                |                                                |                                                |                                                |                                                |                                          |                                          |                                          |                                          |                                         |                                         |                                             |                                             |                                             |                                             |                                             |                                             |                                             |                                             |                                               |                                               |                                               |                                               |                                               |                                               |                                            |                                            |                                                  |                                                  |                                                  |                                                  |                                                  |                                                  |                                                         |                                                         |                                                                 |                                                                 |                                                                 |                                                                 |                                                                 |                                                                 |                                     |                                     |                                     |                                     |                                     |                                     |                                                         |                                                         |                                                         |                                                         |                                                         |                                                         |                                           |                                           |                                                     |                                                     |                                                     |                                                     |                                                     |                                                     |                                           |                                           |                                              |                                              |                                              |                                              |                                              |                                              |                                       |                                       |                                          |                                          |                                               |                                               |                                               |                                               |                                                          |                                                          |                                                          |                                                          |                                                          |                                                          |                                               |                                               |                                              |                                              |                                              |                                              |                                            |                                            |                                            |                                            |                                            |                                            |                                                           |                                                           |                                                           |                                                           |                                                           |                                                           |                                              |                                              |                                               |                                               |                                               |                                               |                                               |                                               |                                     |                                     |                                     |                                     |  |  |             |             |             |             |             |             |
|                                          |                                          |                                          |                                          |                                          |                                          |                                        |                                        |                                         |                                         |                                         |                                         |                                         |                                         |                                              |                                              |                                               |                                               |                                                 |                                                 |                                                 |                                                 |                                                 |                                                 |                                            |                                            |                                                |                                                |                                                |                                                |                                                |                                                |                                          |                                          |                                          |                                          |                                         |                                         |                                             |                                             |                                             |                                             |                                             |                                             |                                             |                                             |                                               |                                               |                                               |                                               |                                               |                                               |                                            |                                            |                                                  |                                                  |                                                  |                                                  |                                                  |                                                  |                                                         |                                                         |                                                                 |                                                                 |                                                                 |                                                                 |                                                                 |                                                                 |                                     |                                     |                                     |                                     |                                     |                                     |                                                         |                                                         |                                                         |                                                         |                                                         |                                                         |                                           |                                           |                                                     |                                                     |                                                     |                                                     |                                                     |                                                     |                                           |                                           |                                              |                                              |                                              |                                              |                                              |                                              |                                       |                                       |                                          |                                          |                                               |                                               |                                               |                                               |                                                          |                                                          |                                                          |                                                          |                                                          |                                                          |                                               |                                               |                                              |                                              |                                              |                                              |                                            |                                            |                                            |                                            |                                            |                                            |                                                           |                                                           |                                                           |                                                           |                                                           |                                                           |                                              |                                              |                                               |                                               |                                               |                                               |                                               |                                               |                                     |                                     |                                     |                                     |  |  |             |             |             |             |             |             |
|                                          |                                          |                                          |                                          |                                          |                                          |                                        |                                        |                                         |                                         |                                         |                                         | + 5 enfants                             | + 5 enfants                             | + 5 enfants                                  | + 5 enfants                                  | + 5 enfants                                   | + 5 enfants                                   | Marie-Anne d'Autriche (1634-1696)               | Marie-Anne d'Autriche (1634-1696)               | Marie-Anne d'Autriche (1634-1696)               | Marie-Anne d'Autriche (1634-1696)               | Marie-Anne d'Autriche (1634-1696)               | Marie-Anne d'Autriche (1634-1696)               |                                            |                                            | Philippe IV d'Espagne (1605-1665)              | Philippe IV d'Espagne (1605-1665)              | Philippe IV d'Espagne (1605-1665)              | Philippe IV d'Espagne (1605-1665)              | Philippe IV d'Espagne (1605-1665)              | Philippe IV d'Espagne (1605-1665)              |                                          |                                          | Élisabeth de France (1602-1644)          | Élisabeth de France (1602-1644)          | Élisabeth de France (1602-1644)         | Élisabeth de France (1602-1644)         | Élisabeth de France (1602-1644)             | Élisabeth de France (1602-1644)             |                                             |                                             | Anne d'Autriche (1601-1666)                 | Anne d'Autriche (1601-1666)                 | Anne d'Autriche (1601-1666)                 | Anne d'Autriche (1601-1666)                 | Anne d'Autriche (1601-1666)                   | Anne d'Autriche (1601-1666)                   |                                               |                                               | Louis XIII de France (1601-1643)              | Louis XIII de France (1601-1643)              | Louis XIII de France (1601-1643)           | Louis XIII de France (1601-1643)           | Louis XIII de France (1601-1643)                 | Louis XIII de France (1601-1643)                 |                                                  |                                                  |                                                  |                                                  |                                                         |                                                         |                                                                 |                                                                 |                                                                 |                                                                 | Nicolas de France (1607-1611)                                   | Nicolas de France (1607-1611)                                   | Nicolas de France (1607-1611)       | Nicolas de France (1607-1611)       | Nicolas de France (1607-1611)       | Nicolas de France (1607-1611)       |                                     |                                     |                                                         |                                                         |                                                         |                                                         |                                                         |                                                         |                                           |                                           | Henriette de France (1609-1669)                     | Henriette de France (1609-1669)                     | Henriette de France (1609-1669)                     | Henriette de France (1609-1669)                     | Henriette de France (1609-1669)                     | Henriette de France (1609-1669)                     |                                           |                                           | Charles Ier d'Angleterre (1600-1649)         | Charles Ier d'Angleterre (1600-1649)         | Charles Ier d'Angleterre (1600-1649)         | Charles Ier d'Angleterre (1600-1649)         | Charles Ier d'Angleterre (1600-1649)         | Charles Ier d'Angleterre (1600-1649)         |                                       |                                       | Marie de Bourbon (1605-1627)             | Marie de Bourbon (1605-1627)             | Marie de Bourbon (1605-1627)                  | Marie de Bourbon (1605-1627)                  | Marie de Bourbon (1605-1627)                  | Marie de Bourbon (1605-1627)                  |                                                          |                                                          | Gaston d'Orléans (1608-1660)                             | Gaston d'Orléans (1608-1660)                             | Gaston d'Orléans (1608-1660)                             | Gaston d'Orléans (1608-1660)                             | Gaston d'Orléans (1608-1660)                  | Gaston d'Orléans (1608-1660)                  |                                              |                                              | Marguerite de Lorraine (1615-1672)           | Marguerite de Lorraine (1615-1672)           | Marguerite de Lorraine (1615-1672)         | Marguerite de Lorraine (1615-1672)         | Marguerite de Lorraine (1615-1672)         | Marguerite de Lorraine (1615-1672)         |                                            |                                            | Christine de France (1606-1663)                           | Christine de France (1606-1663)                           | Christine de France (1606-1663)                           | Christine de France (1606-1663)                           | Christine de France (1606-1663)                           | Christine de France (1606-1663)                           |                                              |                                              | Victor-Amédée Ier de Savoie (1587-1637)       | Victor-Amédée Ier de Savoie (1587-1637)       | Victor-Amédée Ier de Savoie (1587-1637)       | Victor-Amédée Ier de Savoie (1587-1637)       | Victor-Amédée Ier de Savoie (1587-1637)       | Victor-Amédée Ier de Savoie (1587-1637)       |                                     |                                     |                                     |                                     |  |  |             |             |             |             |             |             |
|                                          |                                          |                                          |                                          |                                          |                                          |                                        |                                        |                                         |                                         |                                         |                                         | + 5 enfants                             | + 5 enfants                             | + 5 enfants                                  | + 5 enfants                                  | + 5 enfants                                   | + 5 enfants                                   | Marie-Anne d'Autriche (1634-1696)               | Marie-Anne d'Autriche (1634-1696)               | Marie-Anne d'Autriche (1634-1696)               | Marie-Anne d'Autriche (1634-1696)               | Marie-Anne d'Autriche (1634-1696)               | Marie-Anne d'Autriche (1634-1696)               |                                            |                                            | Philippe IV d'Espagne (1605-1665)              | Philippe IV d'Espagne (1605-1665)              | Philippe IV d'Espagne (1605-1665)              | Philippe IV d'Espagne (1605-1665)              | Philippe IV d'Espagne (1605-1665)              | Philippe IV d'Espagne (1605-1665)              |                                          |                                          | Élisabeth de France (1602-1644)          | Élisabeth de France (1602-1644)          | Élisabeth de France (1602-1644)         | Élisabeth de France (1602-1644)         | Élisabeth de France (1602-1644)             | Élisabeth de France (1602-1644)             |                                             |                                             | Anne d'Autriche (1601-1666)                 | Anne d'Autriche (1601-1666)                 | Anne d'Autriche (1601-1666)                 | Anne d'Autriche (1601-1666)                 | Anne d'Autriche (1601-1666)                   | Anne d'Autriche (1601-1666)                   |                                               |                                               | Louis XIII de France (1601-1643)              | Louis XIII de France (1601-1643)              | Louis XIII de France (1601-1643)           | Louis XIII de France (1601-1643)           | Louis XIII de France (1601-1643)                 | Louis XIII de France (1601-1643)                 |                                                  |                                                  |                                                  |                                                  |                                                         |                                                         |                                                                 |                                                                 |                                                                 |                                                                 | Nicolas de France (1607-1611)                                   | Nicolas de France (1607-1611)                                   | Nicolas de France (1607-1611)       | Nicolas de France (1607-1611)       | Nicolas de France (1607-1611)       | Nicolas de France (1607-1611)       |                                     |                                     |                                                         |                                                         |                                                         |                                                         |                                                         |                                                         |                                           |                                           | Henriette de France (1609-1669)                     | Henriette de France (1609-1669)                     | Henriette de France (1609-1669)                     | Henriette de France (1609-1669)                     | Henriette de France (1609-1669)                     | Henriette de France (1609-1669)                     |                                           |                                           | Charles Ier d'Angleterre (1600-1649)         | Charles Ier d'Angleterre (1600-1649)         | Charles Ier d'Angleterre (1600-1649)         | Charles Ier d'Angleterre (1600-1649)         | Charles Ier d'Angleterre (1600-1649)         | Charles Ier d'Angleterre (1600-1649)         |                                       |                                       | Marie de Bourbon (1605-1627)             | Marie de Bourbon (1605-1627)             | Marie de Bourbon (1605-1627)                  | Marie de Bourbon (1605-1627)                  | Marie de Bourbon (1605-1627)                  | Marie de Bourbon (1605-1627)                  |                                                          |                                                          | Gaston d'Orléans (1608-1660)                             | Gaston d'Orléans (1608-1660)                             | Gaston d'Orléans (1608-1660)                             | Gaston d'Orléans (1608-1660)                             | Gaston d'Orléans (1608-1660)                  | Gaston d'Orléans (1608-1660)                  |                                              |                                              | Marguerite de Lorraine (1615-1672)           | Marguerite de Lorraine (1615-1672)           | Marguerite de Lorraine (1615-1672)         | Marguerite de Lorraine (1615-1672)         | Marguerite de Lorraine (1615-1672)         | Marguerite de Lorraine (1615-1672)         |                                            |                                            | Christine de France (1606-1663)                           | Christine de France (1606-1663)                           | Christine de France (1606-1663)                           | Christine de France (1606-1663)                           | Christine de France (1606-1663)                           | Christine de France (1606-1663)                           |                                              |                                              | Victor-Amédée Ier de Savoie (1587-1637)       | Victor-Amédée Ier de Savoie (1587-1637)       | Victor-Amédée Ier de Savoie (1587-1637)       | Victor-Amédée Ier de Savoie (1587-1637)       | Victor-Amédée Ier de Savoie (1587-1637)       | Victor-Amédée Ier de Savoie (1587-1637)       |                                     |                                     |                                     |                                     |  |  |             |             |             |             |             |             |
|                                          |                                          |                                          |                                          |                                          |                                          |                                        |                                        |                                         |                                         |                                         |                                         |                                         |                                         |                                              |                                              |                                               |                                               |                                                 |                                                 |                                                 |                                                 |                                                 |                                                 |                                            |                                            |                                                |                                                |                                                |                                                |                                                |                                                |                                          |                                          |                                          |                                          |                                         |                                         |                                             |                                             |                                             |                                             |                                             |                                             |                                             |                                             |                                               |                                               |                                               |                                               |                                               |                                               |                                            |                                            |                                                  |                                                  |                                                  |                                                  |                                                  |                                                  |                                                         |                                                         |                                                                 |                                                                 |                                                                 |                                                                 |                                                                 |                                                                 |                                     |                                     |                                     |                                     |                                     |                                     |                                                         |                                                         |                                                         |                                                         |                                                         |                                                         |                                           |                                           |                                                     |                                                     |                                                     |                                                     |                                                     |                                                     |                                           |                                           |                                              |                                              |                                              |                                              |                                              |                                              |                                       |                                       |                                          |                                          |                                               |                                               |                                               |                                               |                                                          |                                                          |                                                          |                                                          |                                                          |                                                          |                                               |                                               |                                              |                                              |                                              |                                              |                                            |                                            |                                            |                                            |                                            |                                            |                                                           |                                                           |                                                           |                                                           |                                                           |                                                           |                                              |                                              |                                               |                                               |                                               |                                               |                                               |                                               |                                     |                                     |                                     |                                     |  |  |             |             |             |             |             |             |
|                                          |                                          |                                          |                                          |                                          |                                          |                                        |                                        |                                         |                                         |                                         |                                         |                                         |                                         |                                              |                                              |                                               |                                               |                                                 |                                                 |                                                 |                                                 |                                                 |                                                 |                                            |                                            |                                                |                                                |                                                |                                                |                                                |                                                |                                          |                                          |                                          |                                          |                                         |                                         |                                             |                                             |                                             |                                             |                                             |                                             |                                             |                                             |                                               |                                               |                                               |                                               |                                               |                                               |                                            |                                            |                                                  |                                                  |                                                  |                                                  |                                                  |                                                  |                                                         |                                                         |                                                                 |                                                                 |                                                                 |                                                                 |                                                                 |                                                                 |                                     |                                     |                                     |                                     |                                     |                                     |                                                         |                                                         |                                                         |                                                         |                                                         |                                                         |                                           |                                           |                                                     |                                                     |                                                     |                                                     |                                                     |                                                     |                                           |                                           |                                              |                                              |                                              |                                              |                                              |                                              |                                       |                                       |                                          |                                          |                                               |                                               |                                               |                                               |                                                          |                                                          |                                                          |                                                          |                                                          |                                                          |                                               |                                               |                                              |                                              |                                              |                                              |                                            |                                            |                                            |                                            |                                            |                                            |                                                           |                                                           |                                                           |                                                           |                                                           |                                                           |                                              |                                              |                                               |                                               |                                               |                                               |                                               |                                               |                                     |                                     |                                     |                                     |  |  |             |             |             |             |             |             |
| Éléonore de Neubourg (1655-1720)         | Éléonore de Neubourg (1655-1720)         | Éléonore de Neubourg (1655-1720)         | Éléonore de Neubourg (1655-1720)         | Éléonore de Neubourg (1655-1720)         | Éléonore de Neubourg (1655-1720)         |                                        |                                        | Léopold Ier de Habsbourg (1640-1705)    | Léopold Ier de Habsbourg (1640-1705)    | Léopold Ier de Habsbourg (1640-1705)    | Léopold Ier de Habsbourg (1640-1705)    | Léopold Ier de Habsbourg (1640-1705)    | Léopold Ier de Habsbourg (1640-1705)    |                                              |                                              | Marguerite Thérèse d'Autriche (1651-1673)     | Marguerite Thérèse d'Autriche (1651-1673)     | Marguerite Thérèse d'Autriche (1651-1673)       | Marguerite Thérèse d'Autriche (1651-1673)       | Marguerite Thérèse d'Autriche (1651-1673)       | Marguerite Thérèse d'Autriche (1651-1673)       |                                                 |                                                 | + 3 enfants                                | + 3 enfants                                | + 3 enfants                                    | + 3 enfants                                    | + 3 enfants                                    | + 3 enfants                                    |                                                |                                                | + 7 enfants                              | + 7 enfants                              | + 7 enfants                              | + 7 enfants                              | + 7 enfants                             | + 7 enfants                             | Marie-Thérèse d'Autriche (1638-1683)        | Marie-Thérèse d'Autriche (1638-1683)        | Marie-Thérèse d'Autriche (1638-1683)        | Marie-Thérèse d'Autriche (1638-1683)        | Marie-Thérèse d'Autriche (1638-1683)        | Marie-Thérèse d'Autriche (1638-1683)        |                                             |                                             | Louis XIV de France (1638-1715)               | Louis XIV de France (1638-1715)               | Louis XIV de France (1638-1715)               | Louis XIV de France (1638-1715)               | Louis XIV de France (1638-1715)               | Louis XIV de France (1638-1715)               |                                            |                                            | Françoise d’Aubigné Mme de Maintenon (1635-1719) | Françoise d’Aubigné Mme de Maintenon (1635-1719) | Françoise d’Aubigné Mme de Maintenon (1635-1719) | Françoise d’Aubigné Mme de Maintenon (1635-1719) | Françoise d’Aubigné Mme de Maintenon (1635-1719) | Françoise d’Aubigné Mme de Maintenon (1635-1719) |                                                         |                                                         | Françoise-Athénaïs de Rochechouart Mme de Montespan (1640-1707) | Françoise-Athénaïs de Rochechouart Mme de Montespan (1640-1707) | Françoise-Athénaïs de Rochechouart Mme de Montespan (1640-1707) | Françoise-Athénaïs de Rochechouart Mme de Montespan (1640-1707) | Françoise-Athénaïs de Rochechouart Mme de Montespan (1640-1707) | Françoise-Athénaïs de Rochechouart Mme de Montespan (1640-1707) |                                     |                                     |                                     |                                     |                                     |                                     | Charlotte Élisabeth de Bavière Mme Palatine (1652-1722) | Charlotte Élisabeth de Bavière Mme Palatine (1652-1722) | Charlotte Élisabeth de Bavière Mme Palatine (1652-1722) | Charlotte Élisabeth de Bavière Mme Palatine (1652-1722) | Charlotte Élisabeth de Bavière Mme Palatine (1652-1722) | Charlotte Élisabeth de Bavière Mme Palatine (1652-1722) |                                           |                                           | Philippe de France « Monsieur » (1640-1701)         | Philippe de France « Monsieur » (1640-1701)         | Philippe de France « Monsieur » (1640-1701)         | Philippe de France « Monsieur » (1640-1701)         | Philippe de France « Monsieur » (1640-1701)         | Philippe de France « Monsieur » (1640-1701)         |                                           |                                           | Henriette d'Angleterre (1644-1670)           | Henriette d'Angleterre (1644-1670)           | Henriette d'Angleterre (1644-1670)           | Henriette d'Angleterre (1644-1670)           | Henriette d'Angleterre (1644-1670)           | Henriette d'Angleterre (1644-1670)           | + 8 enfants                           | + 8 enfants                           | + 8 enfants                              | + 8 enfants                              | + 8 enfants                                   | + 8 enfants                                   |                                               |                                               | Anne-Marie d'Orléans « Grande Mademoiselle » (1627-1693) | Anne-Marie d'Orléans « Grande Mademoiselle » (1627-1693) | Anne-Marie d'Orléans « Grande Mademoiselle » (1627-1693) | Anne-Marie d'Orléans « Grande Mademoiselle » (1627-1693) | Anne-Marie d'Orléans « Grande Mademoiselle » (1627-1693) | Anne-Marie d'Orléans « Grande Mademoiselle » (1627-1693) |                                               |                                               | + 4 enfants                                  | + 4 enfants                                  | + 4 enfants                                  | + 4 enfants                                  | + 4 enfants                                | + 4 enfants                                | Françoise Madeleine d'Orléans (1648-1664)  | Françoise Madeleine d'Orléans (1648-1664)  | Françoise Madeleine d'Orléans (1648-1664)  | Françoise Madeleine d'Orléans (1648-1664)  | Françoise Madeleine d'Orléans (1648-1664)                 | Françoise Madeleine d'Orléans (1648-1664)                 |                                                           |                                                           | Charles Emmanuel II de Savoie (1634-1675)                 | Charles Emmanuel II de Savoie (1634-1675)                 | Charles Emmanuel II de Savoie (1634-1675)    | Charles Emmanuel II de Savoie (1634-1675)    | Charles Emmanuel II de Savoie (1634-1675)     | Charles Emmanuel II de Savoie (1634-1675)     |                                               |                                               | Marie-Jeanne de Savoie (1644-1724)            | Marie-Jeanne de Savoie (1644-1724)            | Marie-Jeanne de Savoie (1644-1724)  | Marie-Jeanne de Savoie (1644-1724)  | Marie-Jeanne de Savoie (1644-1724)  | Marie-Jeanne de Savoie (1644-1724)  |  |  | + 6 enfants | + 6 enfants | + 6 enfants | + 6 enfants | + 6 enfants | + 6 enfants |
| Éléonore de Neubourg (1655-1720)         | Éléonore de Neubourg (1655-1720)         | Éléonore de Neubourg (1655-1720)         | Éléonore de Neubourg (1655-1720)         | Éléonore de Neubourg (1655-1720)         | Éléonore de Neubourg (1655-1720)         |                                        |                                        | Léopold Ier de Habsbourg (1640-1705)    | Léopold Ier de Habsbourg (1640-1705)    | Léopold Ier de Habsbourg (1640-1705)    | Léopold Ier de Habsbourg (1640-1705)    | Léopold Ier de Habsbourg (1640-1705)    | Léopold Ier de Habsbourg (1640-1705)    |                                              |                                              | Marguerite Thérèse d'Autriche (1651-1673)     | Marguerite Thérèse d'Autriche (1651-1673)     | Marguerite Thérèse d'Autriche (1651-1673)       | Marguerite Thérèse d'Autriche (1651-1673)       | Marguerite Thérèse d'Autriche (1651-1673)       | Marguerite Thérèse d'Autriche (1651-1673)       |                                                 |                                                 | + 3 enfants                                | + 3 enfants                                | + 3 enfants                                    | + 3 enfants                                    | + 3 enfants                                    | + 3 enfants                                    |                                                |                                                | + 7 enfants                              | + 7 enfants                              | + 7 enfants                              | + 7 enfants                              | + 7 enfants                             | + 7 enfants                             | Marie-Thérèse d'Autriche (1638-1683)        | Marie-Thérèse d'Autriche (1638-1683)        | Marie-Thérèse d'Autriche (1638-1683)        | Marie-Thérèse d'Autriche (1638-1683)        | Marie-Thérèse d'Autriche (1638-1683)        | Marie-Thérèse d'Autriche (1638-1683)        |                                             |                                             | Louis XIV de France (1638-1715)               | Louis XIV de France (1638-1715)               | Louis XIV de France (1638-1715)               | Louis XIV de France (1638-1715)               | Louis XIV de France (1638-1715)               | Louis XIV de France (1638-1715)               |                                            |                                            | Françoise d’Aubigné Mme de Maintenon (1635-1719) | Françoise d’Aubigné Mme de Maintenon (1635-1719) | Françoise d’Aubigné Mme de Maintenon (1635-1719) | Françoise d’Aubigné Mme de Maintenon (1635-1719) | Françoise d’Aubigné Mme de Maintenon (1635-1719) | Françoise d’Aubigné Mme de Maintenon (1635-1719) |                                                         |                                                         | Françoise-Athénaïs de Rochechouart Mme de Montespan (1640-1707) | Françoise-Athénaïs de Rochechouart Mme de Montespan (1640-1707) | Françoise-Athénaïs de Rochechouart Mme de Montespan (1640-1707) | Françoise-Athénaïs de Rochechouart Mme de Montespan (1640-1707) | Françoise-Athénaïs de Rochechouart Mme de Montespan (1640-1707) | Françoise-Athénaïs de Rochechouart Mme de Montespan (1640-1707) |                                     |                                     |                                     |                                     |                                     |                                     | Charlotte Élisabeth de Bavière Mme Palatine (1652-1722) | Charlotte Élisabeth de Bavière Mme Palatine (1652-1722) | Charlotte Élisabeth de Bavière Mme Palatine (1652-1722) | Charlotte Élisabeth de Bavière Mme Palatine (1652-1722) | Charlotte Élisabeth de Bavière Mme Palatine (1652-1722) | Charlotte Élisabeth de Bavière Mme Palatine (1652-1722) |                                           |                                           | Philippe de France « Monsieur » (1640-1701)         | Philippe de France « Monsieur » (1640-1701)         | Philippe de France « Monsieur » (1640-1701)         | Philippe de France « Monsieur » (1640-1701)         | Philippe de France « Monsieur » (1640-1701)         | Philippe de France « Monsieur » (1640-1701)         |                                           |                                           | Henriette d'Angleterre (1644-1670)           | Henriette d'Angleterre (1644-1670)           | Henriette d'Angleterre (1644-1670)           | Henriette d'Angleterre (1644-1670)           | Henriette d'Angleterre (1644-1670)           | Henriette d'Angleterre (1644-1670)           | + 8 enfants                           | + 8 enfants                           | + 8 enfants                              | + 8 enfants                              | + 8 enfants                                   | + 8 enfants                                   |                                               |                                               | Anne-Marie d'Orléans « Grande Mademoiselle » (1627-1693) | Anne-Marie d'Orléans « Grande Mademoiselle » (1627-1693) | Anne-Marie d'Orléans « Grande Mademoiselle » (1627-1693) | Anne-Marie d'Orléans « Grande Mademoiselle » (1627-1693) | Anne-Marie d'Orléans « Grande Mademoiselle » (1627-1693) | Anne-Marie d'Orléans « Grande Mademoiselle » (1627-1693) |                                               |                                               | + 4 enfants                                  | + 4 enfants                                  | + 4 enfants                                  | + 4 enfants                                  | + 4 enfants                                | + 4 enfants                                | Françoise Madeleine d'Orléans (1648-1664)  | Françoise Madeleine d'Orléans (1648-1664)  | Françoise Madeleine d'Orléans (1648-1664)  | Françoise Madeleine d'Orléans (1648-1664)  | Françoise Madeleine d'Orléans (1648-1664)                 | Françoise Madeleine d'Orléans (1648-1664)                 |                                                           |                                                           | Charles Emmanuel II de Savoie (1634-1675)                 | Charles Emmanuel II de Savoie (1634-1675)                 | Charles Emmanuel II de Savoie (1634-1675)    | Charles Emmanuel II de Savoie (1634-1675)    | Charles Emmanuel II de Savoie (1634-1675)     | Charles Emmanuel II de Savoie (1634-1675)     |                                               |                                               | Marie-Jeanne de Savoie (1644-1724)            | Marie-Jeanne de Savoie (1644-1724)            | Marie-Jeanne de Savoie (1644-1724)  | Marie-Jeanne de Savoie (1644-1724)  | Marie-Jeanne de Savoie (1644-1724)  | Marie-Jeanne de Savoie (1644-1724)  |  |  | + 6 enfants | + 6 enfants | + 6 enfants | + 6 enfants | + 6 enfants | + 6 enfants |
|                                          |                                          |                                          |                                          |                                          |                                          |                                        |                                        |                                         |                                         |                                         |                                         |                                         |                                         |                                              |                                              |                                               |                                               |                                                 |                                                 |                                                 |                                                 |                                                 |                                                 |                                            |                                            |                                                |                                                |                                                |                                                |                                                |                                                |                                          |                                          |                                          |                                          |                                         |                                         |                                             |                                             |                                             |                                             |                                             |                                             |                                             |                                             |                                               |                                               |                                               |                                               |                                               |                                               |                                            |                                            |                                                  |                                                  |                                                  |                                                  |                                                  |                                                  |                                                         |                                                         |                                                                 |                                                                 |                                                                 |                                                                 |                                                                 |                                                                 |                                     |                                     |                                     |                                     |                                     |                                     |                                                         |                                                         |                                                         |                                                         |                                                         |                                                         |                                           |                                           |                                                     |                                                     |                                                     |                                                     |                                                     |                                                     |                                           |                                           |                                              |                                              |                                              |                                              |                                              |                                              |                                       |                                       |                                          |                                          |                                               |                                               |                                               |                                               |                                                          |                                                          |                                                          |                                                          |                                                          |                                                          |                                               |                                               |                                              |                                              |                                              |                                              |                                            |                                            |                                            |                                            |                                            |                                            |                                                           |                                                           |                                                           |                                                           |                                                           |                                                           |                                              |                                              |                                               |                                               |                                               |                                               |                                               |                                               |                                     |                                     |                                     |                                     |  |  |             |             |             |             |             |             |
|                                          |                                          |                                          |                                          |                                          |                                          |                                        |                                        |                                         |                                         |                                         |                                         |                                         |                                         |                                              |                                              |                                               |                                               |                                                 |                                                 |                                                 |                                                 |                                                 |                                                 |                                            |                                            |                                                |                                                |                                                |                                                |                                                |                                                |                                          |                                          |                                          |                                          |                                         |                                         |                                             |                                             |                                             |                                             |                                             |                                             |                                             |                                             |                                               |                                               |                                               |                                               |                                               |                                               |                                            |                                            |                                                  |                                                  |                                                  |                                                  |                                                  |                                                  |                                                         |                                                         |                                                                 |                                                                 |                                                                 |                                                                 |                                                                 |                                                                 |                                     |                                     |                                     |                                     |                                     |                                     |                                                         |                                                         |                                                         |                                                         |                                                         |                                                         |                                           |                                           |                                                     |                                                     |                                                     |                                                     |                                                     |                                                     |                                           |                                           |                                              |                                              |                                              |                                              |                                              |                                              |                                       |                                       |                                          |                                          |                                               |                                               |                                               |                                               |                                                          |                                                          |                                                          |                                                          |                                                          |                                                          |                                               |                                               |                                              |                                              |                                              |                                              |                                            |                                            |                                            |                                            |                                            |                                            |                                                           |                                                           |                                                           |                                                           |                                                           |                                                           |                                              |                                              |                                               |                                               |                                               |                                               |                                               |                                               |                                     |                                     |                                     |                                     |  |  |             |             |             |             |             |             |
| + 9 enfants                              | + 9 enfants                              | + 9 enfants                              | + 9 enfants                              | + 9 enfants                              | + 9 enfants                              | Charles VI du Saint-Empire (1685-1740) | Charles VI du Saint-Empire (1685-1740) | Charles VI du Saint-Empire (1685-1740)  | Charles VI du Saint-Empire (1685-1740)  | Charles VI du Saint-Empire (1685-1740)  | Charles VI du Saint-Empire (1685-1740)  |                                         |                                         | Élisabeth-Christine de Brunswick (1691-1750) | Élisabeth-Christine de Brunswick (1691-1750) | Élisabeth-Christine de Brunswick (1691-1750)  | Élisabeth-Christine de Brunswick (1691-1750)  | Élisabeth-Christine de Brunswick (1691-1750)    | Élisabeth-Christine de Brunswick (1691-1750)    |                                                 |                                                 | Charles II d'Espagne (1661-1700)                | Charles II d'Espagne (1661-1700)                | Charles II d'Espagne (1661-1700)           | Charles II d'Espagne (1661-1700)           | Charles II d'Espagne (1661-1700)               | Charles II d'Espagne (1661-1700)               |                                                |                                                | + 5 enfants morts en bas âge                   | + 5 enfants morts en bas âge                   | + 5 enfants morts en bas âge             | + 5 enfants morts en bas âge             | + 5 enfants morts en bas âge             | + 5 enfants morts en bas âge             |                                         |                                         | Marie-Anne Christine de Bavière (1660-1690) | Marie-Anne Christine de Bavière (1660-1690) | Marie-Anne Christine de Bavière (1660-1690) | Marie-Anne Christine de Bavière (1660-1690) | Marie-Anne Christine de Bavière (1660-1690) | Marie-Anne Christine de Bavière (1660-1690) |                                             |                                             | Louis de France « Grand Dauphin » (1661-1711) | Louis de France « Grand Dauphin » (1661-1711) | Louis de France « Grand Dauphin » (1661-1711) | Louis de France « Grand Dauphin » (1661-1711) | Louis de France « Grand Dauphin » (1661-1711) | Louis de France « Grand Dauphin » (1661-1711) |                                            |                                            | + 7 enfants morts en bas âge                     | + 7 enfants morts en bas âge                     | + 7 enfants morts en bas âge                     | + 7 enfants morts en bas âge                     | + 7 enfants morts en bas âge                     | + 7 enfants morts en bas âge                     | Françoise-Marie de Bourbon Mlle de Blois II (1677-1749) | Françoise-Marie de Bourbon Mlle de Blois II (1677-1749) | Françoise-Marie de Bourbon Mlle de Blois II (1677-1749)         | Françoise-Marie de Bourbon Mlle de Blois II (1677-1749)         | Françoise-Marie de Bourbon Mlle de Blois II (1677-1749)         | Françoise-Marie de Bourbon Mlle de Blois II (1677-1749)         |                                                                 |                                                                 | Philippe d'Orléans (1674-1723)      | Philippe d'Orléans (1674-1723)      | Philippe d'Orléans (1674-1723)      | Philippe d'Orléans (1674-1723)      | Philippe d'Orléans (1674-1723)      | Philippe d'Orléans (1674-1723)      | Alexandre Louis d'Orléans (1673-1676)                   | Alexandre Louis d'Orléans (1673-1676)                   | Alexandre Louis d'Orléans (1673-1676)                   | Alexandre Louis d'Orléans (1673-1676)                   | Alexandre Louis d'Orléans (1673-1676)                   | Alexandre Louis d'Orléans (1673-1676)                   | Élisabeth Charlotte d'Orléans (1676-1744) | Élisabeth Charlotte d'Orléans (1676-1744) | Élisabeth Charlotte d'Orléans (1676-1744)           | Élisabeth Charlotte d'Orléans (1676-1744)           | Élisabeth Charlotte d'Orléans (1676-1744)           | Élisabeth Charlotte d'Orléans (1676-1744)           |                                                     |                                                     | Léopold Ier de Lorraine (1679-1729)       | Léopold Ier de Lorraine (1679-1729)       | Léopold Ier de Lorraine (1679-1729)          | Léopold Ier de Lorraine (1679-1729)          | Léopold Ier de Lorraine (1679-1729)          | Léopold Ier de Lorraine (1679-1729)          |                                              |                                              | Marie-Louise d'Orléans (1662-1689)    | Marie-Louise d'Orléans (1662-1689)    | Marie-Louise d'Orléans (1662-1689)       | Marie-Louise d'Orléans (1662-1689)       | Marie-Louise d'Orléans (1662-1689)            | Marie-Louise d'Orléans (1662-1689)            | Philippe Charles d'Orléans (1664-1666)        | Philippe Charles d'Orléans (1664-1666)        | Philippe Charles d'Orléans (1664-1666)                   | Philippe Charles d'Orléans (1664-1666)                   | Philippe Charles d'Orléans (1664-1666)                   | Philippe Charles d'Orléans (1664-1666)                   | Anne-Marie d'Orléans (1669-1728)                         | Anne-Marie d'Orléans (1669-1728)                         | Anne-Marie d'Orléans (1669-1728)              | Anne-Marie d'Orléans (1669-1728)              | Anne-Marie d'Orléans (1669-1728)             | Anne-Marie d'Orléans (1669-1728)             |                                              |                                              |                                            |                                            |                                            |                                            |                                            |                                            |                                                           |                                                           |                                                           |                                                           |                                                           |                                                           |                                              |                                              | Victor Amédée II de Savoie (1666-1732)        | Victor Amédée II de Savoie (1666-1732)        | Victor Amédée II de Savoie (1666-1732)        | Victor Amédée II de Savoie (1666-1732)        | Victor Amédée II de Savoie (1666-1732)        | Victor Amédée II de Savoie (1666-1732)        |                                     |                                     |                                     |                                     |  |  |             |             |             |             |             |             |
| + 9 enfants                              | + 9 enfants                              | + 9 enfants                              | + 9 enfants                              | + 9 enfants                              | + 9 enfants                              | Charles VI du Saint-Empire (1685-1740) | Charles VI du Saint-Empire (1685-1740) | Charles VI du Saint-Empire (1685-1740)  | Charles VI du Saint-Empire (1685-1740)  | Charles VI du Saint-Empire (1685-1740)  | Charles VI du Saint-Empire (1685-1740)  |                                         |                                         | Élisabeth-Christine de Brunswick (1691-1750) | Élisabeth-Christine de Brunswick (1691-1750) | Élisabeth-Christine de Brunswick (1691-1750)  | Élisabeth-Christine de Brunswick (1691-1750)  | Élisabeth-Christine de Brunswick (1691-1750)    | Élisabeth-Christine de Brunswick (1691-1750)    |                                                 |                                                 | Charles II d'Espagne (1661-1700)                | Charles II d'Espagne (1661-1700)                | Charles II d'Espagne (1661-1700)           | Charles II d'Espagne (1661-1700)           | Charles II d'Espagne (1661-1700)               | Charles II d'Espagne (1661-1700)               |                                                |                                                | + 5 enfants morts en bas âge                   | + 5 enfants morts en bas âge                   | + 5 enfants morts en bas âge             | + 5 enfants morts en bas âge             | + 5 enfants morts en bas âge             | + 5 enfants morts en bas âge             |                                         |                                         | Marie-Anne Christine de Bavière (1660-1690) | Marie-Anne Christine de Bavière (1660-1690) | Marie-Anne Christine de Bavière (1660-1690) | Marie-Anne Christine de Bavière (1660-1690) | Marie-Anne Christine de Bavière (1660-1690) | Marie-Anne Christine de Bavière (1660-1690) |                                             |                                             | Louis de France « Grand Dauphin » (1661-1711) | Louis de France « Grand Dauphin » (1661-1711) | Louis de France « Grand Dauphin » (1661-1711) | Louis de France « Grand Dauphin » (1661-1711) | Louis de France « Grand Dauphin » (1661-1711) | Louis de France « Grand Dauphin » (1661-1711) |                                            |                                            | + 7 enfants morts en bas âge                     | + 7 enfants morts en bas âge                     | + 7 enfants morts en bas âge                     | + 7 enfants morts en bas âge                     | + 7 enfants morts en bas âge                     | + 7 enfants morts en bas âge                     | Françoise-Marie de Bourbon Mlle de Blois II (1677-1749) | Françoise-Marie de Bourbon Mlle de Blois II (1677-1749) | Françoise-Marie de Bourbon Mlle de Blois II (1677-1749)         | Françoise-Marie de Bourbon Mlle de Blois II (1677-1749)         | Françoise-Marie de Bourbon Mlle de Blois II (1677-1749)         | Françoise-Marie de Bourbon Mlle de Blois II (1677-1749)         |                                                                 |                                                                 | Philippe d'Orléans (1674-1723)      | Philippe d'Orléans (1674-1723)      | Philippe d'Orléans (1674-1723)      | Philippe d'Orléans (1674-1723)      | Philippe d'Orléans (1674-1723)      | Philippe d'Orléans (1674-1723)      | Alexandre Louis d'Orléans (1673-1676)                   | Alexandre Louis d'Orléans (1673-1676)                   | Alexandre Louis d'Orléans (1673-1676)                   | Alexandre Louis d'Orléans (1673-1676)                   | Alexandre Louis d'Orléans (1673-1676)                   | Alexandre Louis d'Orléans (1673-1676)                   | Élisabeth Charlotte d'Orléans (1676-1744) | Élisabeth Charlotte d'Orléans (1676-1744) | Élisabeth Charlotte d'Orléans (1676-1744)           | Élisabeth Charlotte d'Orléans (1676-1744)           | Élisabeth Charlotte d'Orléans (1676-1744)           | Élisabeth Charlotte d'Orléans (1676-1744)           |                                                     |                                                     | Léopold Ier de Lorraine (1679-1729)       | Léopold Ier de Lorraine (1679-1729)       | Léopold Ier de Lorraine (1679-1729)          | Léopold Ier de Lorraine (1679-1729)          | Léopold Ier de Lorraine (1679-1729)          | Léopold Ier de Lorraine (1679-1729)          |                                              |                                              | Marie-Louise d'Orléans (1662-1689)    | Marie-Louise d'Orléans (1662-1689)    | Marie-Louise d'Orléans (1662-1689)       | Marie-Louise d'Orléans (1662-1689)       | Marie-Louise d'Orléans (1662-1689)            | Marie-Louise d'Orléans (1662-1689)            | Philippe Charles d'Orléans (1664-1666)        | Philippe Charles d'Orléans (1664-1666)        | Philippe Charles d'Orléans (1664-1666)                   | Philippe Charles d'Orléans (1664-1666)                   | Philippe Charles d'Orléans (1664-1666)                   | Philippe Charles d'Orléans (1664-1666)                   | Anne-Marie d'Orléans (1669-1728)                         | Anne-Marie d'Orléans (1669-1728)                         | Anne-Marie d'Orléans (1669-1728)              | Anne-Marie d'Orléans (1669-1728)              | Anne-Marie d'Orléans (1669-1728)             | Anne-Marie d'Orléans (1669-1728)             |                                              |                                              |                                            |                                            |                                            |                                            |                                            |                                            |                                                           |                                                           |                                                           |                                                           |                                                           |                                                           |                                              |                                              | Victor Amédée II de Savoie (1666-1732)        | Victor Amédée II de Savoie (1666-1732)        | Victor Amédée II de Savoie (1666-1732)        | Victor Amédée II de Savoie (1666-1732)        | Victor Amédée II de Savoie (1666-1732)        | Victor Amédée II de Savoie (1666-1732)        |                                     |                                     |                                     |                                     |  |  |             |             |             |             |             |             |
|                                          |                                          |                                          |                                          |                                          |                                          |                                        |                                        |                                         |                                         |                                         |                                         |                                         |                                         |                                              |                                              |                                               |                                               |                                                 |                                                 |                                                 |                                                 |                                                 |                                                 |                                            |                                            |                                                |                                                |                                                |                                                |                                                |                                                |                                          |                                          |                                          |                                          |                                         |                                         |                                             |                                             |                                             |                                             |                                             |                                             |                                             |                                             |                                               |                                               |                                               |                                               |                                               |                                               |                                            |                                            |                                                  |                                                  |                                                  |                                                  |                                                  |                                                  |                                                         |                                                         |                                                                 |                                                                 |                                                                 |                                                                 |                                                                 |                                                                 |                                     |                                     |                                     |                                     |                                     |                                     |                                                         |                                                         |                                                         |                                                         |                                                         |                                                         |                                           |                                           |                                                     |                                                     |                                                     |                                                     |                                                     |                                                     |                                           |                                           |                                              |                                              |                                              |                                              |                                              |                                              |                                       |                                       |                                          |                                          |                                               |                                               |                                               |                                               |                                                          |                                                          |                                                          |                                                          |                                                          |                                                          |                                               |                                               |                                              |                                              |                                              |                                              |                                            |                                            |                                            |                                            |                                            |                                            |                                                           |                                                           |                                                           |                                                           |                                                           |                                                           |                                              |                                              |                                               |                                               |                                               |                                               |                                               |                                               |                                     |                                     |                                     |                                     |  |  |             |             |             |             |             |             |
|                                          |                                          |                                          |                                          |                                          |                                          |                                        |                                        |                                         |                                         |                                         |                                         |                                         |                                         |                                              |                                              |                                               |                                               |                                                 |                                                 |                                                 |                                                 |                                                 |                                                 |                                            |                                            |                                                |                                                |                                                |                                                |                                                |                                                |                                          |                                          |                                          |                                          |                                         |                                         |                                             |                                             |                                             |                                             |                                             |                                             |                                             |                                             |                                               |                                               |                                               |                                               |                                               |                                               |                                            |                                            |                                                  |                                                  |                                                  |                                                  |                                                  |                                                  |                                                         |                                                         |                                                                 |                                                                 |                                                                 |                                                                 |                                                                 |                                                                 |                                     |                                     |                                     |                                     |                                     |                                     |                                                         |                                                         |                                                         |                                                         |                                                         |                                                         |                                           |                                           |                                                     |                                                     |                                                     |                                                     |                                                     |                                                     |                                           |                                           |                                              |                                              |                                              |                                              |                                              |                                              |                                       |                                       |                                          |                                          |                                               |                                               |                                               |                                               |                                                          |                                                          |                                                          |                                                          |                                                          |                                                          |                                               |                                               |                                              |                                              |                                              |                                              |                                            |                                            |                                            |                                            |                                            |                                            |                                                           |                                                           |                                                           |                                                           |                                                           |                                                           |                                              |                                              |                                               |                                               |                                               |                                               |                                               |                                               |                                     |                                     |                                     |                                     |  |  |             |             |             |             |             |             |
|                                          |                                          |                                          |                                          |                                          |                                          |                                        |                                        |                                         |                                         |                                         |                                         |                                         |                                         |                                              |                                              |                                               |                                               |                                                 |                                                 |                                                 |                                                 |                                                 |                                                 |                                            |                                            |                                                |                                                |                                                |                                                |                                                |                                                |                                          |                                          |                                          |                                          |                                         |                                         |                                             |                                             |                                             |                                             |                                             |                                             |                                             |                                             |                                               |                                               |                                               |                                               |                                               |                                               |                                            |                                            |                                                  |                                                  |                                                  |                                                  |                                                  |                                                  |                                                         |                                                         |                                                                 |                                                                 |                                                                 |                                                                 |                                                                 |                                                                 |                                     |                                     |                                     |                                     |                                     |                                     |                                                         |                                                         |                                                         |                                                         |                                                         |                                                         |                                           |                                           |                                                     |                                                     |                                                     |                                                     |                                                     |                                                     |                                           |                                           |                                              |                                              |                                              |                                              |                                              |                                              |                                       |                                       |                                          |                                          |                                               |                                               |                                               |                                               |                                                          |                                                          |                                                          |                                                          |                                                          |                                                          |                                               |                                               |                                              |                                              |                                              |                                              |                                            |                                            |                                            |                                            |                                            |                                            |                                                           |                                                           |                                                           |                                                           |                                                           |                                                           |                                              |                                              |                                               |                                               |                                               |                                               |                                               |                                               |                                     |                                     |                                     |                                     |  |  |             |             |             |             |             |             |
|                                          |                                          |                                          |                                          |                                          |                                          |                                        |                                        |                                         |                                         |                                         |                                         |                                         |                                         |                                              |                                              |                                               |                                               |                                                 |                                                 |                                                 |                                                 |                                                 |                                                 |                                            |                                            |                                                |                                                |                                                |                                                |                                                |                                                |                                          |                                          |                                          |                                          |                                         |                                         |                                             |                                             |                                             |                                             |                                             |                                             |                                             |                                             |                                               |                                               |                                               |                                               |                                               |                                               |                                            |                                            |                                                  |                                                  |                                                  |                                                  |                                                  |                                                  |                                                         |                                                         |                                                                 |                                                                 |                                                                 |                                                                 |                                                                 |                                                                 |                                     |                                     |                                     |                                     |                                     |                                     |                                                         |                                                         |                                                         |                                                         |                                                         |                                                         |                                           |                                           |                                                     |                                                     |                                                     |                                                     |                                                     |                                                     |                                           |                                           |                                              |                                              |                                              |                                              |                                              |                                              |                                       |                                       |                                          |                                          |                                               |                                               |                                               |                                               |                                                          |                                                          |                                                          |                                                          |                                                          |                                                          |                                               |                                               |                                              |                                              |                                              |                                              |                                            |                                            |                                            |                                            |                                            |                                            |                                                           |                                                           |                                                           |                                                           |                                                           |                                                           |                                              |                                              |                                               |                                               |                                               |                                               |                                               |                                               |                                     |                                     |                                     |                                     |  |  |             |             |             |             |             |             |
|                                          |                                          |                                          |                                          |                                          |                                          | + 3 enfants                            | + 3 enfants                            | + 3 enfants                             | + 3 enfants                             | + 3 enfants                             | + 3 enfants                             |                                         |                                         | Marie-Thérèse Ire de Hongrie (1717-1780)     | Marie-Thérèse Ire de Hongrie (1717-1780)     | Marie-Thérèse Ire de Hongrie (1717-1780)      | Marie-Thérèse Ire de Hongrie (1717-1780)      | Marie-Thérèse Ire de Hongrie (1717-1780)        | Marie-Thérèse Ire de Hongrie (1717-1780)        |                                                 |                                                 |                                                 |                                                 |                                            |                                            | Élisabeth Farnèse (1692-1766)                  | Élisabeth Farnèse (1692-1766)                  | Élisabeth Farnèse (1692-1766)                  | Élisabeth Farnèse (1692-1766)                  | Élisabeth Farnèse (1692-1766)                  | Élisabeth Farnèse (1692-1766)                  |                                          |                                          | Philippe V d'Espagne (1683-1746)         | Philippe V d'Espagne (1683-1746)         | Philippe V d'Espagne (1683-1746)        | Philippe V d'Espagne (1683-1746)        | Philippe V d'Espagne (1683-1746)            | Philippe V d'Espagne (1683-1746)            |                                             |                                             | Louis de France (1682-1712)                 | Louis de France (1682-1712)                 | Louis de France (1682-1712)                 | Louis de France (1682-1712)                 | Louis de France (1682-1712)                   | Louis de France (1682-1712)                   |                                               |                                               | Charles de France duc de Berry (1686-1714)    | Charles de France duc de Berry (1686-1714)    | Charles de France duc de Berry (1686-1714) | Charles de France duc de Berry (1686-1714) | Charles de France duc de Berry (1686-1714)       | Charles de France duc de Berry (1686-1714)       |                                                  |                                                  | Marie-Louise Élisabeth d'Orléans (1695-1719)     | Marie-Louise Élisabeth d'Orléans (1695-1719)     | Marie-Louise Élisabeth d'Orléans (1695-1719)            | Marie-Louise Élisabeth d'Orléans (1695-1719)            | Marie-Louise Élisabeth d'Orléans (1695-1719)                    | Marie-Louise Élisabeth d'Orléans (1695-1719)                    | + 6 enfants                                                     | + 6 enfants                                                     | + 6 enfants                                                     | + 6 enfants                                                     | + 6 enfants                         | + 6 enfants                         |                                     |                                     |                                     |                                     |                                                         |                                                         | François Ier du Saint-Empire (1708-1765)                | François Ier du Saint-Empire (1708-1765)                | François Ier du Saint-Empire (1708-1765)                | François Ier du Saint-Empire (1708-1765)                | François Ier du Saint-Empire (1708-1765)  | François Ier du Saint-Empire (1708-1765)  | + 11 enfants                                        | + 11 enfants                                        | + 11 enfants                                        | + 11 enfants                                        | + 11 enfants                                        | + 11 enfants                                        | Élisabeth Thérèse de Lorraine (1711-1741) | Élisabeth Thérèse de Lorraine (1711-1741) | Élisabeth Thérèse de Lorraine (1711-1741)    | Élisabeth Thérèse de Lorraine (1711-1741)    | Élisabeth Thérèse de Lorraine (1711-1741)    | Élisabeth Thérèse de Lorraine (1711-1741)    |                                              |                                              |                                       |                                       |                                          |                                          | Charles Emmanuel III de Sardaigne (1701-1773) | Charles Emmanuel III de Sardaigne (1701-1773) | Charles Emmanuel III de Sardaigne (1701-1773) | Charles Emmanuel III de Sardaigne (1701-1773) | Charles Emmanuel III de Sardaigne (1701-1773)            | Charles Emmanuel III de Sardaigne (1701-1773)            |                                                          |                                                          | Polyxène Christine de Hesse (1706-1735)                  | Polyxène Christine de Hesse (1706-1735)                  | Polyxène Christine de Hesse (1706-1735)       | Polyxène Christine de Hesse (1706-1735)       | Polyxène Christine de Hesse (1706-1735)      | Polyxène Christine de Hesse (1706-1735)      |                                              |                                              | Marie-Adélaïde de Savoie (1685-1712)       | Marie-Adélaïde de Savoie (1685-1712)       | Marie-Adélaïde de Savoie (1685-1712)       | Marie-Adélaïde de Savoie (1685-1712)       | Marie-Adélaïde de Savoie (1685-1712)       | Marie-Adélaïde de Savoie (1685-1712)       |                                                           |                                                           | Marie-Louise Gabrielle de Savoie (1688-1714)              | Marie-Louise Gabrielle de Savoie (1688-1714)              | Marie-Louise Gabrielle de Savoie (1688-1714)              | Marie-Louise Gabrielle de Savoie (1688-1714)              | Marie-Louise Gabrielle de Savoie (1688-1714) | Marie-Louise Gabrielle de Savoie (1688-1714) |                                               |                                               | + 5 enfants                                   | + 5 enfants                                   | + 5 enfants                                   | + 5 enfants                                   | + 5 enfants                         | + 5 enfants                         |                                     |                                     |  |  |             |             |             |             |             |             |
|                                          |                                          |                                          |                                          |                                          |                                          | + 3 enfants                            | + 3 enfants                            | + 3 enfants                             | + 3 enfants                             | + 3 enfants                             | + 3 enfants                             |                                         |                                         | Marie-Thérèse Ire de Hongrie (1717-1780)     | Marie-Thérèse Ire de Hongrie (1717-1780)     | Marie-Thérèse Ire de Hongrie (1717-1780)      | Marie-Thérèse Ire de Hongrie (1717-1780)      | Marie-Thérèse Ire de Hongrie (1717-1780)        | Marie-Thérèse Ire de Hongrie (1717-1780)        |                                                 |                                                 |                                                 |                                                 |                                            |                                            | Élisabeth Farnèse (1692-1766)                  | Élisabeth Farnèse (1692-1766)                  | Élisabeth Farnèse (1692-1766)                  | Élisabeth Farnèse (1692-1766)                  | Élisabeth Farnèse (1692-1766)                  | Élisabeth Farnèse (1692-1766)                  |                                          |                                          | Philippe V d'Espagne (1683-1746)         | Philippe V d'Espagne (1683-1746)         | Philippe V d'Espagne (1683-1746)        | Philippe V d'Espagne (1683-1746)        | Philippe V d'Espagne (1683-1746)            | Philippe V d'Espagne (1683-1746)            |                                             |                                             | Louis de France (1682-1712)                 | Louis de France (1682-1712)                 | Louis de France (1682-1712)                 | Louis de France (1682-1712)                 | Louis de France (1682-1712)                   | Louis de France (1682-1712)                   |                                               |                                               | Charles de France duc de Berry (1686-1714)    | Charles de France duc de Berry (1686-1714)    | Charles de France duc de Berry (1686-1714) | Charles de France duc de Berry (1686-1714) | Charles de France duc de Berry (1686-1714)       | Charles de France duc de Berry (1686-1714)       |                                                  |                                                  | Marie-Louise Élisabeth d'Orléans (1695-1719)     | Marie-Louise Élisabeth d'Orléans (1695-1719)     | Marie-Louise Élisabeth d'Orléans (1695-1719)            | Marie-Louise Élisabeth d'Orléans (1695-1719)            | Marie-Louise Élisabeth d'Orléans (1695-1719)                    | Marie-Louise Élisabeth d'Orléans (1695-1719)                    | + 6 enfants                                                     | + 6 enfants                                                     | + 6 enfants                                                     | + 6 enfants                                                     | + 6 enfants                         | + 6 enfants                         |                                     |                                     |                                     |                                     |                                                         |                                                         | François Ier du Saint-Empire (1708-1765)                | François Ier du Saint-Empire (1708-1765)                | François Ier du Saint-Empire (1708-1765)                | François Ier du Saint-Empire (1708-1765)                | François Ier du Saint-Empire (1708-1765)  | François Ier du Saint-Empire (1708-1765)  | + 11 enfants                                        | + 11 enfants                                        | + 11 enfants                                        | + 11 enfants                                        | + 11 enfants                                        | + 11 enfants                                        | Élisabeth Thérèse de Lorraine (1711-1741) | Élisabeth Thérèse de Lorraine (1711-1741) | Élisabeth Thérèse de Lorraine (1711-1741)    | Élisabeth Thérèse de Lorraine (1711-1741)    | Élisabeth Thérèse de Lorraine (1711-1741)    | Élisabeth Thérèse de Lorraine (1711-1741)    |                                              |                                              |                                       |                                       |                                          |                                          | Charles Emmanuel III de Sardaigne (1701-1773) | Charles Emmanuel III de Sardaigne (1701-1773) | Charles Emmanuel III de Sardaigne (1701-1773) | Charles Emmanuel III de Sardaigne (1701-1773) | Charles Emmanuel III de Sardaigne (1701-1773)            | Charles Emmanuel III de Sardaigne (1701-1773)            |                                                          |                                                          | Polyxène Christine de Hesse (1706-1735)                  | Polyxène Christine de Hesse (1706-1735)                  | Polyxène Christine de Hesse (1706-1735)       | Polyxène Christine de Hesse (1706-1735)       | Polyxène Christine de Hesse (1706-1735)      | Polyxène Christine de Hesse (1706-1735)      |                                              |                                              | Marie-Adélaïde de Savoie (1685-1712)       | Marie-Adélaïde de Savoie (1685-1712)       | Marie-Adélaïde de Savoie (1685-1712)       | Marie-Adélaïde de Savoie (1685-1712)       | Marie-Adélaïde de Savoie (1685-1712)       | Marie-Adélaïde de Savoie (1685-1712)       |                                                           |                                                           | Marie-Louise Gabrielle de Savoie (1688-1714)              | Marie-Louise Gabrielle de Savoie (1688-1714)              | Marie-Louise Gabrielle de Savoie (1688-1714)              | Marie-Louise Gabrielle de Savoie (1688-1714)              | Marie-Louise Gabrielle de Savoie (1688-1714) | Marie-Louise Gabrielle de Savoie (1688-1714) |                                               |                                               | + 5 enfants                                   | + 5 enfants                                   | + 5 enfants                                   | + 5 enfants                                   | + 5 enfants                         | + 5 enfants                         |                                     |                                     |  |  |             |             |             |             |             |             |
|                                          |                                          |                                          |                                          |                                          |                                          |                                        |                                        |                                         |                                         |                                         |                                         |                                         |                                         |                                              |                                              |                                               |                                               |                                                 |                                                 |                                                 |                                                 |                                                 |                                                 |                                            |                                            |                                                |                                                |                                                |                                                |                                                |                                                |                                          |                                          |                                          |                                          |                                         |                                         |                                             |                                             |                                             |                                             |                                             |                                             |                                             |                                             |                                               |                                               |                                               |                                               |                                               |                                               |                                            |                                            |                                                  |                                                  |                                                  |                                                  |                                                  |                                                  |                                                         |                                                         |                                                                 |                                                                 |                                                                 |                                                                 |                                                                 |                                                                 |                                     |                                     |                                     |                                     |                                     |                                     |                                                         |                                                         |                                                         |                                                         |                                                         |                                                         |                                           |                                           |                                                     |                                                     |                                                     |                                                     |                                                     |                                                     |                                           |                                           |                                              |                                              |                                              |                                              |                                              |                                              |                                       |                                       |                                          |                                          |                                               |                                               |                                               |                                               |                                                          |                                                          |                                                          |                                                          |                                                          |                                                          |                                               |                                               |                                              |                                              |                                              |                                              |                                            |                                            |                                            |                                            |                                            |                                            |                                                           |                                                           |                                                           |                                                           |                                                           |                                                           |                                              |                                              |                                               |                                               |                                               |                                               |                                               |                                               |                                     |                                     |                                     |                                     |  |  |             |             |             |             |             |             |
|                                          |                                          |                                          |                                          |                                          |                                          |                                        |                                        |                                         |                                         |                                         |                                         |                                         |                                         |                                              |                                              |                                               |                                               |                                                 |                                                 |                                                 |                                                 |                                                 |                                                 |                                            |                                            |                                                |                                                |                                                |                                                |                                                |                                                |                                          |                                          |                                          |                                          |                                         |                                         |                                             |                                             |                                             |                                             |                                             |                                             |                                             |                                             |                                               |                                               |                                               |                                               |                                               |                                               |                                            |                                            |                                                  |                                                  |                                                  |                                                  |                                                  |                                                  |                                                         |                                                         |                                                                 |                                                                 |                                                                 |                                                                 |                                                                 |                                                                 |                                     |                                     |                                     |                                     |                                     |                                     |                                                         |                                                         |                                                         |                                                         |                                                         |                                                         |                                           |                                           |                                                     |                                                     |                                                     |                                                     |                                                     |                                                     |                                           |                                           |                                              |                                              |                                              |                                              |                                              |                                              |                                       |                                       |                                          |                                          |                                               |                                               |                                               |                                               |                                                          |                                                          |                                                          |                                                          |                                                          |                                                          |                                               |                                               |                                              |                                              |                                              |                                              |                                            |                                            |                                            |                                            |                                            |                                            |                                                           |                                                           |                                                           |                                                           |                                                           |                                                           |                                              |                                              |                                               |                                               |                                               |                                               |                                               |                                               |                                     |                                     |                                     |                                     |  |  |             |             |             |             |             |             |
|                                          |                                          |                                          |                                          |                                          |                                          |                                        |                                        |                                         |                                         |                                         |                                         |                                         |                                         |                                              |                                              |                                               |                                               |                                                 |                                                 |                                                 |                                                 |                                                 |                                                 |                                            |                                            |                                                |                                                |                                                |                                                |                                                |                                                |                                          |                                          |                                          |                                          |                                         |                                         |                                             |                                             |                                             |                                             |                                             |                                             |                                             |                                             |                                               |                                               |                                               |                                               |                                               |                                               |                                            |                                            |                                                  |                                                  |                                                  |                                                  |                                                  |                                                  |                                                         |                                                         |                                                                 |                                                                 |                                                                 |                                                                 |                                                                 |                                                                 |                                     |                                     |                                     |                                     |                                     |                                     |                                                         |                                                         |                                                         |                                                         |                                                         |                                                         |                                           |                                           |                                                     |                                                     |                                                     |                                                     |                                                     |                                                     |                                           |                                           |                                              |                                              |                                              |                                              |                                              |                                              |                                       |                                       |                                          |                                          |                                               |                                               |                                               |                                               |                                                          |                                                          |                                                          |                                                          |                                                          |                                                          |                                               |                                               |                                              |                                              |                                              |                                              |                                            |                                            |                                            |                                            |                                            |                                            |                                                           |                                                           |                                                           |                                                           |                                                           |                                                           |                                              |                                              |                                               |                                               |                                               |                                               |                                               |                                               |                                     |                                     |                                     |                                     |  |  |             |             |             |             |             |             |
|                                          |                                          |                                          |                                          |                                          |                                          |                                        |                                        |                                         |                                         |                                         |                                         |                                         |                                         |                                              |                                              |                                               |                                               |                                                 |                                                 |                                                 |                                                 |                                                 |                                                 |                                            |                                            |                                                |                                                |                                                |                                                |                                                |                                                |                                          |                                          |                                          |                                          |                                         |                                         |                                             |                                             |                                             |                                             |                                             |                                             |                                             |                                             |                                               |                                               |                                               |                                               |                                               |                                               |                                            |                                            |                                                  |                                                  |                                                  |                                                  |                                                  |                                                  |                                                         |                                                         |                                                                 |                                                                 |                                                                 |                                                                 |                                                                 |                                                                 |                                     |                                     |                                     |                                     |                                     |                                     |                                                         |                                                         |                                                         |                                                         |                                                         |                                                         |                                           |                                           |                                                     |                                                     |                                                     |                                                     |                                                     |                                                     |                                           |                                           |                                              |                                              |                                              |                                              |                                              |                                              |                                       |                                       |                                          |                                          |                                               |                                               |                                               |                                               |                                                          |                                                          |                                                          |                                                          |                                                          |                                                          |                                               |                                               |                                              |                                              |                                              |                                              |                                            |                                            |                                            |                                            |                                            |                                            |                                                           |                                                           |                                                           |                                                           |                                                           |                                                           |                                              |                                              |                                               |                                               |                                               |                                               |                                               |                                               |                                     |                                     |                                     |                                     |  |  |             |             |             |             |             |             |
|                                          |                                          |                                          |                                          |                                          |                                          |                                        |                                        |                                         |                                         |                                         |                                         |                                         |                                         |                                              |                                              |                                               |                                               |                                                 |                                                 |                                                 |                                                 |                                                 |                                                 |                                            |                                            |                                                |                                                |                                                |                                                |                                                |                                                |                                          |                                          |                                          |                                          |                                         |                                         |                                             |                                             |                                             |                                             |                                             |                                             |                                             |                                             |                                               |                                               |                                               |                                               |                                               |                                               |                                            |                                            |                                                  |                                                  |                                                  |                                                  |                                                  |                                                  |                                                         |                                                         |                                                                 |                                                                 |                                                                 |                                                                 |                                                                 |                                                                 |                                     |                                     |                                     |                                     |                                     |                                     |                                                         |                                                         |                                                         |                                                         |                                                         |                                                         |                                           |                                           |                                                     |                                                     |                                                     |                                                     |                                                     |                                                     |                                           |                                           |                                              |                                              |                                              |                                              | 3 enfants                                    | 3 enfants                                    | 3 enfants                             | 3 enfants                             | 3 enfants                                | 3 enfants                                |                                               |                                               |                                               |                                               |                                                          |                                                          |                                                          |                                                          |                                                          |                                                          |                                               |                                               |                                              |                                              |                                              |                                              |                                            |                                            |                                            |                                            |                                            |                                            | 4 enfants                                                 | 4 enfants                                                 | 4 enfants                                                 | 4 enfants                                                 | 4 enfants                                                 | 4 enfants                                                 |                                              |                                              |                                               |                                               |                                               |                                               |                                               |                                               |                                     |                                     |                                     |                                     |  |  |             |             |             |             |             |             |
|                                          |                                          |                                          |                                          |                                          |                                          |                                        |                                        |                                         |                                         |                                         |                                         |                                         |                                         |                                              |                                              |                                               |                                               |                                                 |                                                 |                                                 |                                                 |                                                 |                                                 |                                            |                                            |                                                |                                                |                                                |                                                |                                                |                                                |                                          |                                          |                                          |                                          |                                         |                                         |                                             |                                             |                                             |                                             |                                             |                                             |                                             |                                             |                                               |                                               |                                               |                                               |                                               |                                               |                                            |                                            |                                                  |                                                  |                                                  |                                                  |                                                  |                                                  |                                                         |                                                         |                                                                 |                                                                 |                                                                 |                                                                 |                                                                 |                                                                 |                                     |                                     |                                     |                                     |                                     |                                     |                                                         |                                                         |                                                         |                                                         |                                                         |                                                         |                                           |                                           |                                                     |                                                     |                                                     |                                                     |                                                     |                                                     |                                           |                                           |                                              |                                              |                                              |                                              | 3 enfants                                    | 3 enfants                                    | 3 enfants                             | 3 enfants                             | 3 enfants                                | 3 enfants                                |                                               |                                               |                                               |                                               |                                                          |                                                          |                                                          |                                                          |                                                          |                                                          |                                               |                                               |                                              |                                              |                                              |                                              |                                            |                                            |                                            |                                            |                                            |                                            | 4 enfants                                                 | 4 enfants                                                 | 4 enfants                                                 | 4 enfants                                                 | 4 enfants                                                 | 4 enfants                                                 |                                              |                                              |                                               |                                               |                                               |                                               |                                               |                                               |                                     |                                     |                                     |                                     |  |  |             |             |             |             |             |             |
|                                          |                                          |                                          |                                          |                                          |                                          |                                        |                                        |                                         |                                         |                                         |                                         |                                         |                                         |                                              |                                              |                                               |                                               |                                                 |                                                 |                                                 |                                                 |                                                 |                                                 |                                            |                                            |                                                |                                                | + 3 enfants                                    | + 3 enfants                                    | + 3 enfants                                    | + 3 enfants                                    | + 3 enfants                              | + 3 enfants                              |                                          |                                          | Marie-Antoinette de Bourbon (1729-1785) | Marie-Antoinette de Bourbon (1729-1785) | Marie-Antoinette de Bourbon (1729-1785)     | Marie-Antoinette de Bourbon (1729-1785)     | Marie-Antoinette de Bourbon (1729-1785)     | Marie-Antoinette de Bourbon (1729-1785)     |                                             |                                             |                                             |                                             | Louis de France (1707-1712)                   | Louis de France (1707-1712)                   | Louis de France (1707-1712)                   | Louis de France (1707-1712)                   | Louis de France (1707-1712)                   | Louis de France (1707-1712)                   | Louis de France (1704-1705)                | Louis de France (1704-1705)                | Louis de France (1704-1705)                      | Louis de France (1704-1705)                      | Louis de France (1704-1705)                      | Louis de France (1704-1705)                      | Louis XV de France (1710-1774)                   | Louis XV de France (1710-1774)                   | Louis XV de France (1710-1774)                          | Louis XV de France (1710-1774)                          | Louis XV de France (1710-1774)                                  | Louis XV de France (1710-1774)                                  |                                                                 |                                                                 | Marie Leszczyńska (1703-1768)                                   | Marie Leszczyńska (1703-1768)                                   | Marie Leszczyńska (1703-1768)       | Marie Leszczyńska (1703-1768)       | Marie Leszczyńska (1703-1768)       | Marie Leszczyńska (1703-1768)       |                                     |                                     | Louis d'Orléans (1703-1752)                             | Louis d'Orléans (1703-1752)                             | Louis d'Orléans (1703-1752)                             | Louis d'Orléans (1703-1752)                             | Louis d'Orléans (1703-1752)                             | Louis d'Orléans (1703-1752)                             |                                           |                                           |                                                     |                                                     |                                                     |                                                     |                                                     |                                                     |                                           |                                           |                                              |                                              |                                              |                                              |                                              |                                              |                                       |                                       |                                          |                                          |                                               |                                               | Augusta Marie-Jeanne de Bade (1704-1726)      | Augusta Marie-Jeanne de Bade (1704-1726)      | Augusta Marie-Jeanne de Bade (1704-1726)                 | Augusta Marie-Jeanne de Bade (1704-1726)                 | Augusta Marie-Jeanne de Bade (1704-1726)                 | Augusta Marie-Jeanne de Bade (1704-1726)                 |                                                          |                                                          | + 5 enfants                                   | + 5 enfants                                   | + 5 enfants                                  | + 5 enfants                                  | + 5 enfants                                  | + 5 enfants                                  | Victor-Amédée III de Sardaigne (1726-1796) | Victor-Amédée III de Sardaigne (1726-1796) | Victor-Amédée III de Sardaigne (1726-1796) | Victor-Amédée III de Sardaigne (1726-1796) | Victor-Amédée III de Sardaigne (1726-1796) | Victor-Amédée III de Sardaigne (1726-1796) |                                                           |                                                           |                                                           |                                                           |                                                           |                                                           |                                              |                                              |                                               |                                               |                                               |                                               |                                               |                                               |                                     |                                     |                                     |                                     |  |  |             |             |             |             |             |             |
|                                          |                                          |                                          |                                          |                                          |                                          |                                        |                                        |                                         |                                         |                                         |                                         |                                         |                                         |                                              |                                              |                                               |                                               |                                                 |                                                 |                                                 |                                                 |                                                 |                                                 |                                            |                                            |                                                |                                                | + 3 enfants                                    | + 3 enfants                                    | + 3 enfants                                    | + 3 enfants                                    | + 3 enfants                              | + 3 enfants                              |                                          |                                          | Marie-Antoinette de Bourbon (1729-1785) | Marie-Antoinette de Bourbon (1729-1785) | Marie-Antoinette de Bourbon (1729-1785)     | Marie-Antoinette de Bourbon (1729-1785)     | Marie-Antoinette de Bourbon (1729-1785)     | Marie-Antoinette de Bourbon (1729-1785)     |                                             |                                             |                                             |                                             | Louis de France (1707-1712)                   | Louis de France (1707-1712)                   | Louis de France (1707-1712)                   | Louis de France (1707-1712)                   | Louis de France (1707-1712)                   | Louis de France (1707-1712)                   | Louis de France (1704-1705)                | Louis de France (1704-1705)                | Louis de France (1704-1705)                      | Louis de France (1704-1705)                      | Louis de France (1704-1705)                      | Louis de France (1704-1705)                      | Louis XV de France (1710-1774)                   | Louis XV de France (1710-1774)                   | Louis XV de France (1710-1774)                          | Louis XV de France (1710-1774)                          | Louis XV de France (1710-1774)                                  | Louis XV de France (1710-1774)                                  |                                                                 |                                                                 | Marie Leszczyńska (1703-1768)                                   | Marie Leszczyńska (1703-1768)                                   | Marie Leszczyńska (1703-1768)       | Marie Leszczyńska (1703-1768)       | Marie Leszczyńska (1703-1768)       | Marie Leszczyńska (1703-1768)       |                                     |                                     | Louis d'Orléans (1703-1752)                             | Louis d'Orléans (1703-1752)                             | Louis d'Orléans (1703-1752)                             | Louis d'Orléans (1703-1752)                             | Louis d'Orléans (1703-1752)                             | Louis d'Orléans (1703-1752)                             |                                           |                                           |                                                     |                                                     |                                                     |                                                     |                                                     |                                                     |                                           |                                           |                                              |                                              |                                              |                                              |                                              |                                              |                                       |                                       |                                          |                                          |                                               |                                               | Augusta Marie-Jeanne de Bade (1704-1726)      | Augusta Marie-Jeanne de Bade (1704-1726)      | Augusta Marie-Jeanne de Bade (1704-1726)                 | Augusta Marie-Jeanne de Bade (1704-1726)                 | Augusta Marie-Jeanne de Bade (1704-1726)                 | Augusta Marie-Jeanne de Bade (1704-1726)                 |                                                          |                                                          | + 5 enfants                                   | + 5 enfants                                   | + 5 enfants                                  | + 5 enfants                                  | + 5 enfants                                  | + 5 enfants                                  | Victor-Amédée III de Sardaigne (1726-1796) | Victor-Amédée III de Sardaigne (1726-1796) | Victor-Amédée III de Sardaigne (1726-1796) | Victor-Amédée III de Sardaigne (1726-1796) | Victor-Amédée III de Sardaigne (1726-1796) | Victor-Amédée III de Sardaigne (1726-1796) |                                                           |                                                           |                                                           |                                                           |                                                           |                                                           |                                              |                                              |                                               |                                               |                                               |                                               |                                               |                                               |                                     |                                     |                                     |                                     |  |  |             |             |             |             |             |             |
|                                          |                                          |                                          |                                          |                                          |                                          |                                        |                                        |                                         |                                         |                                         |                                         |                                         |                                         |                                              |                                              |                                               |                                               |                                                 |                                                 |                                                 |                                                 |                                                 |                                                 |                                            |                                            |                                                |                                                |                                                |                                                |                                                |                                                |                                          |                                          |                                          |                                          |                                         |                                         |                                             |                                             |                                             |                                             |                                             |                                             |                                             |                                             |                                               |                                               |                                               |                                               |                                               |                                               |                                            |                                            |                                                  |                                                  |                                                  |                                                  |                                                  |                                                  |                                                         |                                                         |                                                                 |                                                                 |                                                                 |                                                                 |                                                                 |                                                                 |                                     |                                     |                                     |                                     |                                     |                                     |                                                         |                                                         |                                                         |                                                         |                                                         |                                                         |                                           |                                           |                                                     |                                                     |                                                     |                                                     |                                                     |                                                     |                                           |                                           |                                              |                                              |                                              |                                              |                                              |                                              |                                       |                                       |                                          |                                          |                                               |                                               |                                               |                                               |                                                          |                                                          |                                                          |                                                          |                                                          |                                                          |                                               |                                               |                                              |                                              |                                              |                                              |                                            |                                            |                                            |                                            |                                            |                                            |                                                           |                                                           |                                                           |                                                           |                                                           |                                                           |                                              |                                              |                                               |                                               |                                               |                                               |                                               |                                               |                                     |                                     |                                     |                                     |  |  |             |             |             |             |             |             |
|                                          |                                          |                                          |                                          |                                          |                                          |                                        |                                        |                                         |                                         |                                         |                                         |                                         |                                         |                                              |                                              |                                               |                                               |                                                 |                                                 |                                                 |                                                 |                                                 |                                                 |                                            |                                            |                                                |                                                |                                                |                                                |                                                |                                                |                                          |                                          |                                          |                                          |                                         |                                         |                                             |                                             |                                             |                                             |                                             |                                             |                                             |                                             |                                               |                                               |                                               |                                               |                                               |                                               |                                            |                                            |                                                  |                                                  |                                                  |                                                  |                                                  |                                                  |                                                         |                                                         |                                                                 |                                                                 |                                                                 |                                                                 |                                                                 |                                                                 |                                     |                                     |                                     |                                     |                                     |                                     |                                                         |                                                         |                                                         |                                                         |                                                         |                                                         |                                           |                                           |                                                     |                                                     |                                                     |                                                     |                                                     |                                                     |                                           |                                           |                                              |                                              |                                              |                                              |                                              |                                              |                                       |                                       |                                          |                                          |                                               |                                               |                                               |                                               |                                                          |                                                          |                                                          |                                                          |                                                          |                                                          |                                               |                                               |                                              |                                              |                                              |                                              |                                            |                                            |                                            |                                            |                                            |                                            |                                                           |                                                           |                                                           |                                                           |                                                           |                                                           |                                              |                                              |                                               |                                               |                                               |                                               |                                               |                                               |                                     |                                     |                                     |                                     |  |  |             |             |             |             |             |             |
|                                          |                                          |                                          |                                          |                                          |                                          |                                        |                                        |                                         |                                         |                                         |                                         |                                         |                                         |                                              |                                              |                                               |                                               |                                                 |                                                 |                                                 |                                                 |                                                 |                                                 |                                            |                                            |                                                |                                                |                                                |                                                |                                                |                                                |                                          |                                          |                                          |                                          |                                         |                                         |                                             |                                             |                                             |                                             |                                             |                                             |                                             |                                             |                                               |                                               |                                               |                                               |                                               |                                               |                                            |                                            |                                                  |                                                  |                                                  |                                                  |                                                  |                                                  |                                                         |                                                         |                                                                 |                                                                 |                                                                 |                                                                 |                                                                 |                                                                 |                                     |                                     |                                     |                                     |                                     |                                     |                                                         |                                                         |                                                         |                                                         |                                                         |                                                         |                                           |                                           |                                                     |                                                     |                                                     |                                                     |                                                     |                                                     |                                           |                                           |                                              |                                              |                                              |                                              |                                              |                                              |                                       |                                       |                                          |                                          |                                               |                                               |                                               |                                               |                                                          |                                                          |                                                          |                                                          |                                                          |                                                          |                                               |                                               |                                              |                                              |                                              |                                              |                                            |                                            |                                            |                                            |                                            |                                            |                                                           |                                                           |                                                           |                                                           |                                                           |                                                           |                                              |                                              |                                               |                                               |                                               |                                               |                                               |                                               |                                     |                                     |                                     |                                     |  |  |             |             |             |             |             |             |
|                                          |                                          |                                          |                                          |                                          |                                          |                                        |                                        |                                         |                                         |                                         |                                         |                                         |                                         |                                              |                                              |                                               |                                               |                                                 |                                                 |                                                 |                                                 |                                                 |                                                 |                                            |                                            |                                                |                                                |                                                |                                                |                                                |                                                |                                          |                                          |                                          |                                          |                                         |                                         |                                             |                                             |                                             |                                             |                                             |                                             |                                             |                                             |                                               |                                               |                                               |                                               |                                               |                                               |                                            |                                            |                                                  |                                                  |                                                  |                                                  |                                                  |                                                  |                                                         |                                                         |                                                                 |                                                                 |                                                                 |                                                                 |                                                                 |                                                                 |                                     |                                     |                                     |                                     |                                     |                                     |                                                         |                                                         |                                                         |                                                         |                                                         |                                                         |                                           |                                           |                                                     |                                                     |                                                     |                                                     |                                                     |                                                     |                                           |                                           |                                              |                                              |                                              |                                              |                                              |                                              |                                       |                                       |                                          |                                          |                                               |                                               |                                               |                                               |                                                          |                                                          |                                                          |                                                          |                                                          |                                                          |                                               |                                               |                                              |                                              |                                              |                                              |                                            |                                            |                                            |                                            |                                            |                                            |                                                           |                                                           |                                                           |                                                           |                                                           |                                                           |                                              |                                              |                                               |                                               |                                               |                                               |                                               |                                               |                                     |                                     |                                     |                                     |  |  |             |             |             |             |             |             |
|                                          |                                          |                                          |                                          | + 12 enfants                             | + 12 enfants                             | + 12 enfants                           | + 12 enfants                           | + 12 enfants                            | + 12 enfants                            |                                         |                                         |                                         |                                         |                                              |                                              |                                               |                                               | Marie-Amélie de Saxe (1724-1760)                | Marie-Amélie de Saxe (1724-1760)                | Marie-Amélie de Saxe (1724-1760)                | Marie-Amélie de Saxe (1724-1760)                | Marie-Amélie de Saxe (1724-1760)                | Marie-Amélie de Saxe (1724-1760)                |                                            |                                            | Charles III d'Espagne (1716-1788)              | Charles III d'Espagne (1716-1788)              | Charles III d'Espagne (1716-1788)              | Charles III d'Espagne (1716-1788)              | Charles III d'Espagne (1716-1788)              | Charles III d'Espagne (1716-1788)              |                                          |                                          | Philippe Ier de Parme (1720-1765)        | Philippe Ier de Parme (1720-1765)        | Philippe Ier de Parme (1720-1765)       | Philippe Ier de Parme (1720-1765)       | Philippe Ier de Parme (1720-1765)           | Philippe Ier de Parme (1720-1765)           |                                             |                                             | Marie-Thérèse de Bourbon (1726-1746)        | Marie-Thérèse de Bourbon (1726-1746)        | Marie-Thérèse de Bourbon (1726-1746)        | Marie-Thérèse de Bourbon (1726-1746)        | Marie-Thérèse de Bourbon (1726-1746)          | Marie-Thérèse de Bourbon (1726-1746)          |                                               |                                               |                                               |                                               |                                            |                                            |                                                  |                                                  |                                                  |                                                  |                                                  |                                                  |                                                         |                                                         | Louis de France (1729-1765)                                     | Louis de France (1729-1765)                                     | Louis de France (1729-1765)                                     | Louis de France (1729-1765)                                     | Louis de France (1729-1765)                                     | Louis de France (1729-1765)                                     |                                     |                                     | Élisabeth de France (1727-1759)     | Élisabeth de France (1727-1759)     | Élisabeth de France (1727-1759)     | Élisabeth de France (1727-1759)     | Élisabeth de France (1727-1759)                         | Élisabeth de France (1727-1759)                         |                                                         |                                                         | + 8 enfants                                             | + 8 enfants                                             | + 8 enfants                               | + 8 enfants                               | + 8 enfants                                         | + 8 enfants                                         |                                                     |                                                     | Marie-Josèphe de Saxe (1731-1767)                   | Marie-Josèphe de Saxe (1731-1767)                   | Marie-Josèphe de Saxe (1731-1767)         | Marie-Josèphe de Saxe (1731-1767)         | Marie-Josèphe de Saxe (1731-1767)            | Marie-Josèphe de Saxe (1731-1767)            |                                              |                                              | Louise-Marie d'Orléans (1726-1728)           | Louise-Marie d'Orléans (1726-1728)           | Louise-Marie d'Orléans (1726-1728)    | Louise-Marie d'Orléans (1726-1728)    | Louise-Marie d'Orléans (1726-1728)       | Louise-Marie d'Orléans (1726-1728)       |                                               |                                               | Louis-Philippe d'Orléans (1725-1785)          | Louis-Philippe d'Orléans (1725-1785)          | Louis-Philippe d'Orléans (1725-1785)                     | Louis-Philippe d'Orléans (1725-1785)                     | Louis-Philippe d'Orléans (1725-1785)                     | Louis-Philippe d'Orléans (1725-1785)                     |                                                          |                                                          |                                               |                                               |                                              |                                              |                                              |                                              |                                            |                                            |                                            |                                            |                                            |                                            |                                                           |                                                           |                                                           |                                                           |                                                           |                                                           |                                              |                                              | Louise-Henriette de Bourbon-Conti (1726-1759) | Louise-Henriette de Bourbon-Conti (1726-1759) | Louise-Henriette de Bourbon-Conti (1726-1759) | Louise-Henriette de Bourbon-Conti (1726-1759) | Louise-Henriette de Bourbon-Conti (1726-1759) | Louise-Henriette de Bourbon-Conti (1726-1759) |                                     |                                     |                                     |                                     |  |  |             |             |             |             |             |             |
|                                          |                                          |                                          |                                          | + 12 enfants                             | + 12 enfants                             | + 12 enfants                           | + 12 enfants                           | + 12 enfants                            | + 12 enfants                            |                                         |                                         |                                         |                                         |                                              |                                              |                                               |                                               | Marie-Amélie de Saxe (1724-1760)                | Marie-Amélie de Saxe (1724-1760)                | Marie-Amélie de Saxe (1724-1760)                | Marie-Amélie de Saxe (1724-1760)                | Marie-Amélie de Saxe (1724-1760)                | Marie-Amélie de Saxe (1724-1760)                |                                            |                                            | Charles III d'Espagne (1716-1788)              | Charles III d'Espagne (1716-1788)              | Charles III d'Espagne (1716-1788)              | Charles III d'Espagne (1716-1788)              | Charles III d'Espagne (1716-1788)              | Charles III d'Espagne (1716-1788)              |                                          |                                          | Philippe Ier de Parme (1720-1765)        | Philippe Ier de Parme (1720-1765)        | Philippe Ier de Parme (1720-1765)       | Philippe Ier de Parme (1720-1765)       | Philippe Ier de Parme (1720-1765)           | Philippe Ier de Parme (1720-1765)           |                                             |                                             | Marie-Thérèse de Bourbon (1726-1746)        | Marie-Thérèse de Bourbon (1726-1746)        | Marie-Thérèse de Bourbon (1726-1746)        | Marie-Thérèse de Bourbon (1726-1746)        | Marie-Thérèse de Bourbon (1726-1746)          | Marie-Thérèse de Bourbon (1726-1746)          |                                               |                                               |                                               |                                               |                                            |                                            |                                                  |                                                  |                                                  |                                                  |                                                  |                                                  |                                                         |                                                         | Louis de France (1729-1765)                                     | Louis de France (1729-1765)                                     | Louis de France (1729-1765)                                     | Louis de France (1729-1765)                                     | Louis de France (1729-1765)                                     | Louis de France (1729-1765)                                     |                                     |                                     | Élisabeth de France (1727-1759)     | Élisabeth de France (1727-1759)     | Élisabeth de France (1727-1759)     | Élisabeth de France (1727-1759)     | Élisabeth de France (1727-1759)                         | Élisabeth de France (1727-1759)                         |                                                         |                                                         | + 8 enfants                                             | + 8 enfants                                             | + 8 enfants                               | + 8 enfants                               | + 8 enfants                                         | + 8 enfants                                         |                                                     |                                                     | Marie-Josèphe de Saxe (1731-1767)                   | Marie-Josèphe de Saxe (1731-1767)                   | Marie-Josèphe de Saxe (1731-1767)         | Marie-Josèphe de Saxe (1731-1767)         | Marie-Josèphe de Saxe (1731-1767)            | Marie-Josèphe de Saxe (1731-1767)            |                                              |                                              | Louise-Marie d'Orléans (1726-1728)           | Louise-Marie d'Orléans (1726-1728)           | Louise-Marie d'Orléans (1726-1728)    | Louise-Marie d'Orléans (1726-1728)    | Louise-Marie d'Orléans (1726-1728)       | Louise-Marie d'Orléans (1726-1728)       |                                               |                                               | Louis-Philippe d'Orléans (1725-1785)          | Louis-Philippe d'Orléans (1725-1785)          | Louis-Philippe d'Orléans (1725-1785)                     | Louis-Philippe d'Orléans (1725-1785)                     | Louis-Philippe d'Orléans (1725-1785)                     | Louis-Philippe d'Orléans (1725-1785)                     |                                                          |                                                          |                                               |                                               |                                              |                                              |                                              |                                              |                                            |                                            |                                            |                                            |                                            |                                            |                                                           |                                                           |                                                           |                                                           |                                                           |                                                           |                                              |                                              | Louise-Henriette de Bourbon-Conti (1726-1759) | Louise-Henriette de Bourbon-Conti (1726-1759) | Louise-Henriette de Bourbon-Conti (1726-1759) | Louise-Henriette de Bourbon-Conti (1726-1759) | Louise-Henriette de Bourbon-Conti (1726-1759) | Louise-Henriette de Bourbon-Conti (1726-1759) |                                     |                                     |                                     |                                     |  |  |             |             |             |             |             |             |
|                                          |                                          |                                          |                                          |                                          |                                          |                                        |                                        |                                         |                                         |                                         |                                         |                                         |                                         |                                              |                                              |                                               |                                               |                                                 |                                                 |                                                 |                                                 |                                                 |                                                 |                                            |                                            |                                                |                                                |                                                |                                                |                                                |                                                |                                          |                                          |                                          |                                          |                                         |                                         |                                             |                                             |                                             |                                             |                                             |                                             |                                             |                                             |                                               |                                               |                                               |                                               |                                               |                                               |                                            |                                            |                                                  |                                                  |                                                  |                                                  |                                                  |                                                  |                                                         |                                                         |                                                                 |                                                                 |                                                                 |                                                                 |                                                                 |                                                                 |                                     |                                     |                                     |                                     |                                     |                                     |                                                         |                                                         |                                                         |                                                         |                                                         |                                                         |                                           |                                           |                                                     |                                                     |                                                     |                                                     |                                                     |                                                     |                                           |                                           |                                              |                                              |                                              |                                              |                                              |                                              |                                       |                                       |                                          |                                          |                                               |                                               |                                               |                                               |                                                          |                                                          |                                                          |                                                          |                                                          |                                                          |                                               |                                               |                                              |                                              |                                              |                                              |                                            |                                            |                                            |                                            |                                            |                                            |                                                           |                                                           |                                                           |                                                           |                                                           |                                                           |                                              |                                              |                                               |                                               |                                               |                                               |                                               |                                               |                                     |                                     |                                     |                                     |  |  |             |             |             |             |             |             |
|                                          |                                          |                                          |                                          |                                          |                                          |                                        |                                        |                                         |                                         |                                         |                                         |                                         |                                         |                                              |                                              |                                               |                                               |                                                 |                                                 |                                                 |                                                 |                                                 |                                                 |                                            |                                            |                                                |                                                |                                                |                                                |                                                |                                                |                                          |                                          |                                          |                                          |                                         |                                         |                                             |                                             |                                             |                                             |                                             |                                             |                                             |                                             |                                               |                                               |                                               |                                               |                                               |                                               |                                            |                                            |                                                  |                                                  |                                                  |                                                  |                                                  |                                                  |                                                         |                                                         |                                                                 |                                                                 |                                                                 |                                                                 |                                                                 |                                                                 |                                     |                                     |                                     |                                     |                                     |                                     |                                                         |                                                         |                                                         |                                                         |                                                         |                                                         |                                           |                                           |                                                     |                                                     |                                                     |                                                     |                                                     |                                                     |                                           |                                           |                                              |                                              |                                              |                                              |                                              |                                              |                                       |                                       |                                          |                                          |                                               |                                               |                                               |                                               |                                                          |                                                          |                                                          |                                                          |                                                          |                                                          |                                               |                                               |                                              |                                              |                                              |                                              |                                            |                                            |                                            |                                            |                                            |                                            |                                                           |                                                           |                                                           |                                                           |                                                           |                                                           |                                              |                                              |                                               |                                               |                                               |                                               |                                               |                                               |                                     |                                     |                                     |                                     |  |  |             |             |             |             |             |             |
|                                          |                                          |                                          |                                          |                                          |                                          |                                        |                                        |                                         |                                         |                                         |                                         |                                         |                                         |                                              |                                              |                                               |                                               |                                                 |                                                 |                                                 |                                                 |                                                 |                                                 |                                            |                                            |                                                |                                                |                                                |                                                |                                                |                                                |                                          |                                          |                                          |                                          |                                         |                                         |                                             |                                             |                                             |                                             |                                             |                                             |                                             |                                             |                                               |                                               |                                               |                                               |                                               |                                               |                                            |                                            |                                                  |                                                  |                                                  |                                                  |                                                  |                                                  |                                                         |                                                         |                                                                 |                                                                 |                                                                 |                                                                 |                                                                 |                                                                 |                                     |                                     |                                     |                                     |                                     |                                     |                                                         |                                                         |                                                         |                                                         |                                                         |                                                         |                                           |                                           |                                                     |                                                     |                                                     |                                                     |                                                     |                                                     |                                           |                                           |                                              |                                              |                                              |                                              |                                              |                                              |                                       |                                       |                                          |                                          |                                               |                                               |                                               |                                               |                                                          |                                                          |                                                          |                                                          |                                                          |                                                          |                                               |                                               |                                              |                                              |                                              |                                              |                                            |                                            |                                            |                                            |                                            |                                            |                                                           |                                                           |                                                           |                                                           |                                                           |                                                           |                                              |                                              |                                               |                                               |                                               |                                               |                                               |                                               |                                     |                                     |                                     |                                     |  |  |             |             |             |             |             |             |
|                                          |                                          |                                          |                                          |                                          |                                          |                                        |                                        |                                         |                                         |                                         |                                         |                                         |                                         |                                              |                                              |                                               |                                               |                                                 |                                                 |                                                 |                                                 |                                                 |                                                 |                                            |                                            |                                                |                                                |                                                |                                                |                                                |                                                |                                          |                                          |                                          |                                          |                                         |                                         |                                             |                                             |                                             |                                             |                                             |                                             |                                             |                                             |                                               |                                               |                                               |                                               |                                               |                                               |                                            |                                            |                                                  |                                                  |                                                  |                                                  |                                                  |                                                  |                                                         |                                                         |                                                                 |                                                                 |                                                                 |                                                                 |                                                                 |                                                                 |                                     |                                     |                                     |                                     |                                     |                                     |                                                         |                                                         |                                                         |                                                         |                                                         |                                                         |                                           |                                           |                                                     |                                                     |                                                     |                                                     |                                                     |                                                     |                                           |                                           |                                              |                                              |                                              |                                              |                                              |                                              |                                       |                                       |                                          |                                          |                                               |                                               |                                               |                                               |                                                          |                                                          |                                                          |                                                          |                                                          |                                                          |                                               |                                               |                                              |                                              |                                              |                                              |                                            |                                            |                                            |                                            |                                            |                                            |                                                           |                                                           |                                                           |                                                           |                                                           |                                                           |                                              |                                              |                                               |                                               |                                               |                                               |                                               |                                               |                                     |                                     |                                     |                                     |  |  |             |             |             |             |             |             |
|                                          |                                          | Joseph II d'Autriche (1741-1790)         | Joseph II d'Autriche (1741-1790)         | Joseph II d'Autriche (1741-1790)         | Joseph II d'Autriche (1741-1790)         | Joseph II d'Autriche (1741-1790)       | Joseph II d'Autriche (1741-1790)       | Marie-Amélie de Habsbourg (1746-1804)   | Marie-Amélie de Habsbourg (1746-1804)   | Marie-Amélie de Habsbourg (1746-1804)   | Marie-Amélie de Habsbourg (1746-1804)   | Marie-Amélie de Habsbourg (1746-1804)   | Marie-Amélie de Habsbourg (1746-1804)   | Marie-Caroline d'Autriche (1752-1714)        | Marie-Caroline d'Autriche (1752-1714)        | Marie-Caroline d'Autriche (1752-1714)         | Marie-Caroline d'Autriche (1752-1714)         | Marie-Caroline d'Autriche (1752-1714)           | Marie-Caroline d'Autriche (1752-1714)           |                                                 |                                                 | Ferdinand Ier des Deux-Siciles (1751-1825)      | Ferdinand Ier des Deux-Siciles (1751-1825)      | Ferdinand Ier des Deux-Siciles (1751-1825) | Ferdinand Ier des Deux-Siciles (1751-1825) | Ferdinand Ier des Deux-Siciles (1751-1825)     | Ferdinand Ier des Deux-Siciles (1751-1825)     |                                                |                                                | Charles IV d'Espagne (1748-1819)               | Charles IV d'Espagne (1748-1819)               | Charles IV d'Espagne (1748-1819)         | Charles IV d'Espagne (1748-1819)         | Charles IV d'Espagne (1748-1819)         | Charles IV d'Espagne (1748-1819)         |                                         |                                         | Marie-Louise de Bourbon-Parme (1751-1819)   | Marie-Louise de Bourbon-Parme (1751-1819)   | Marie-Louise de Bourbon-Parme (1751-1819)   | Marie-Louise de Bourbon-Parme (1751-1819)   | Marie-Louise de Bourbon-Parme (1751-1819)   | Marie-Louise de Bourbon-Parme (1751-1819)   | Marie-Isabelle de Bourbon-Parme (1741-1763) | Marie-Isabelle de Bourbon-Parme (1741-1763) | Marie-Isabelle de Bourbon-Parme (1741-1763)   | Marie-Isabelle de Bourbon-Parme (1741-1763)   | Marie-Isabelle de Bourbon-Parme (1741-1763)   | Marie-Isabelle de Bourbon-Parme (1741-1763)   | Ferdinand Ier de Parme (1751-1802)            | Ferdinand Ier de Parme (1751-1802)            | Ferdinand Ier de Parme (1751-1802)         | Ferdinand Ier de Parme (1751-1802)         | Ferdinand Ier de Parme (1751-1802)               | Ferdinand Ier de Parme (1751-1802)               |                                                  |                                                  | Marie-Thérèse de France (1746-1748)              | Marie-Thérèse de France (1746-1748)              | Marie-Thérèse de France (1746-1748)                     | Marie-Thérèse de France (1746-1748)                     | Marie-Thérèse de France (1746-1748)                             | Marie-Thérèse de France (1746-1748)                             |                                                                 |                                                                 |                                                                 |                                                                 |                                     |                                     |                                     |                                     |                                     |                                     | + 4 enfants                                             | + 4 enfants                                             | + 4 enfants                                             | + 4 enfants                                             | + 4 enfants                                             | + 4 enfants                                             |                                           |                                           | Clotilde de France (1759-1802)                      | Clotilde de France (1759-1802)                      | Clotilde de France (1759-1802)                      | Clotilde de France (1759-1802)                      | Clotilde de France (1759-1802)                      | Clotilde de France (1759-1802)                      |                                           |                                           | Charles-Emmanuel IV de Sardaigne (1751-1819) | Charles-Emmanuel IV de Sardaigne (1751-1819) | Charles-Emmanuel IV de Sardaigne (1751-1819) | Charles-Emmanuel IV de Sardaigne (1751-1819) | Charles-Emmanuel IV de Sardaigne (1751-1819) | Charles-Emmanuel IV de Sardaigne (1751-1819) |                                       |                                       | + 7 enfants                              | + 7 enfants                              | + 7 enfants                                   | + 7 enfants                                   | + 7 enfants                                   | + 7 enfants                                   |                                                          |                                                          | Charles-Félix de Savoie (1765-1831)                      | Charles-Félix de Savoie (1765-1831)                      | Charles-Félix de Savoie (1765-1831)                      | Charles-Félix de Savoie (1765-1831)                      | Charles-Félix de Savoie (1765-1831)           | Charles-Félix de Savoie (1765-1831)           |                                              |                                              | + 2 enfants                                  | + 2 enfants                                  | + 2 enfants                                | + 2 enfants                                | + 2 enfants                                | + 2 enfants                                |                                            |                                            | Louis-Philippe d'Orléans « Philippe-Égalité » (1747-1793) | Louis-Philippe d'Orléans « Philippe-Égalité » (1747-1793) | Louis-Philippe d'Orléans « Philippe-Égalité » (1747-1793) | Louis-Philippe d'Orléans « Philippe-Égalité » (1747-1793) | Louis-Philippe d'Orléans « Philippe-Égalité » (1747-1793) | Louis-Philippe d'Orléans « Philippe-Égalité » (1747-1793) |                                              |                                              |                                               |                                               |                                               |                                               | Louise-Marie de Bourbon (1753-1821)           | Louise-Marie de Bourbon (1753-1821)           | Louise-Marie de Bourbon (1753-1821) | Louise-Marie de Bourbon (1753-1821) | Louise-Marie de Bourbon (1753-1821) | Louise-Marie de Bourbon (1753-1821) |  |  |             |             |             |             |             |             |
|                                          |                                          | Joseph II d'Autriche (1741-1790)         | Joseph II d'Autriche (1741-1790)         | Joseph II d'Autriche (1741-1790)         | Joseph II d'Autriche (1741-1790)         | Joseph II d'Autriche (1741-1790)       | Joseph II d'Autriche (1741-1790)       | Marie-Amélie de Habsbourg (1746-1804)   | Marie-Amélie de Habsbourg (1746-1804)   | Marie-Amélie de Habsbourg (1746-1804)   | Marie-Amélie de Habsbourg (1746-1804)   | Marie-Amélie de Habsbourg (1746-1804)   | Marie-Amélie de Habsbourg (1746-1804)   | Marie-Caroline d'Autriche (1752-1714)        | Marie-Caroline d'Autriche (1752-1714)        | Marie-Caroline d'Autriche (1752-1714)         | Marie-Caroline d'Autriche (1752-1714)         | Marie-Caroline d'Autriche (1752-1714)           | Marie-Caroline d'Autriche (1752-1714)           |                                                 |                                                 | Ferdinand Ier des Deux-Siciles (1751-1825)      | Ferdinand Ier des Deux-Siciles (1751-1825)      | Ferdinand Ier des Deux-Siciles (1751-1825) | Ferdinand Ier des Deux-Siciles (1751-1825) | Ferdinand Ier des Deux-Siciles (1751-1825)     | Ferdinand Ier des Deux-Siciles (1751-1825)     |                                                |                                                | Charles IV d'Espagne (1748-1819)               | Charles IV d'Espagne (1748-1819)               | Charles IV d'Espagne (1748-1819)         | Charles IV d'Espagne (1748-1819)         | Charles IV d'Espagne (1748-1819)         | Charles IV d'Espagne (1748-1819)         |                                         |                                         | Marie-Louise de Bourbon-Parme (1751-1819)   | Marie-Louise de Bourbon-Parme (1751-1819)   | Marie-Louise de Bourbon-Parme (1751-1819)   | Marie-Louise de Bourbon-Parme (1751-1819)   | Marie-Louise de Bourbon-Parme (1751-1819)   | Marie-Louise de Bourbon-Parme (1751-1819)   | Marie-Isabelle de Bourbon-Parme (1741-1763) | Marie-Isabelle de Bourbon-Parme (1741-1763) | Marie-Isabelle de Bourbon-Parme (1741-1763)   | Marie-Isabelle de Bourbon-Parme (1741-1763)   | Marie-Isabelle de Bourbon-Parme (1741-1763)   | Marie-Isabelle de Bourbon-Parme (1741-1763)   | Ferdinand Ier de Parme (1751-1802)            | Ferdinand Ier de Parme (1751-1802)            | Ferdinand Ier de Parme (1751-1802)         | Ferdinand Ier de Parme (1751-1802)         | Ferdinand Ier de Parme (1751-1802)               | Ferdinand Ier de Parme (1751-1802)               |                                                  |                                                  | Marie-Thérèse de France (1746-1748)              | Marie-Thérèse de France (1746-1748)              | Marie-Thérèse de France (1746-1748)                     | Marie-Thérèse de France (1746-1748)                     | Marie-Thérèse de France (1746-1748)                             | Marie-Thérèse de France (1746-1748)                             |                                                                 |                                                                 |                                                                 |                                                                 |                                     |                                     |                                     |                                     |                                     |                                     | + 4 enfants                                             | + 4 enfants                                             | + 4 enfants                                             | + 4 enfants                                             | + 4 enfants                                             | + 4 enfants                                             |                                           |                                           | Clotilde de France (1759-1802)                      | Clotilde de France (1759-1802)                      | Clotilde de France (1759-1802)                      | Clotilde de France (1759-1802)                      | Clotilde de France (1759-1802)                      | Clotilde de France (1759-1802)                      |                                           |                                           | Charles-Emmanuel IV de Sardaigne (1751-1819) | Charles-Emmanuel IV de Sardaigne (1751-1819) | Charles-Emmanuel IV de Sardaigne (1751-1819) | Charles-Emmanuel IV de Sardaigne (1751-1819) | Charles-Emmanuel IV de Sardaigne (1751-1819) | Charles-Emmanuel IV de Sardaigne (1751-1819) |                                       |                                       | + 7 enfants                              | + 7 enfants                              | + 7 enfants                                   | + 7 enfants                                   | + 7 enfants                                   | + 7 enfants                                   |                                                          |                                                          | Charles-Félix de Savoie (1765-1831)                      | Charles-Félix de Savoie (1765-1831)                      | Charles-Félix de Savoie (1765-1831)                      | Charles-Félix de Savoie (1765-1831)                      | Charles-Félix de Savoie (1765-1831)           | Charles-Félix de Savoie (1765-1831)           |                                              |                                              | + 2 enfants                                  | + 2 enfants                                  | + 2 enfants                                | + 2 enfants                                | + 2 enfants                                | + 2 enfants                                |                                            |                                            | Louis-Philippe d'Orléans « Philippe-Égalité » (1747-1793) | Louis-Philippe d'Orléans « Philippe-Égalité » (1747-1793) | Louis-Philippe d'Orléans « Philippe-Égalité » (1747-1793) | Louis-Philippe d'Orléans « Philippe-Égalité » (1747-1793) | Louis-Philippe d'Orléans « Philippe-Égalité » (1747-1793) | Louis-Philippe d'Orléans « Philippe-Égalité » (1747-1793) |                                              |                                              |                                               |                                               |                                               |                                               | Louise-Marie de Bourbon (1753-1821)           | Louise-Marie de Bourbon (1753-1821)           | Louise-Marie de Bourbon (1753-1821) | Louise-Marie de Bourbon (1753-1821) | Louise-Marie de Bourbon (1753-1821) | Louise-Marie de Bourbon (1753-1821) |  |  |             |             |             |             |             |             |
|                                          |                                          |                                          |                                          |                                          |                                          |                                        |                                        |                                         |                                         |                                         |                                         |                                         |                                         |                                              |                                              |                                               |                                               |                                                 |                                                 |                                                 |                                                 |                                                 |                                                 |                                            |                                            |                                                |                                                |                                                |                                                |                                                |                                                |                                          |                                          |                                          |                                          |                                         |                                         |                                             |                                             |                                             |                                             |                                             |                                             |                                             |                                             |                                               |                                               |                                               |                                               |                                               |                                               |                                            |                                            |                                                  |                                                  |                                                  |                                                  |                                                  |                                                  |                                                         |                                                         |                                                                 |                                                                 |                                                                 |                                                                 |                                                                 |                                                                 |                                     |                                     |                                     |                                     |                                     |                                     |                                                         |                                                         |                                                         |                                                         |                                                         |                                                         |                                           |                                           |                                                     |                                                     |                                                     |                                                     |                                                     |                                                     |                                           |                                           |                                              |                                              |                                              |                                              |                                              |                                              |                                       |                                       |                                          |                                          |                                               |                                               |                                               |                                               |                                                          |                                                          |                                                          |                                                          |                                                          |                                                          |                                               |                                               |                                              |                                              |                                              |                                              |                                            |                                            |                                            |                                            |                                            |                                            |                                                           |                                                           |                                                           |                                                           |                                                           |                                                           |                                              |                                              |                                               |                                               |                                               |                                               |                                               |                                               |                                     |                                     |                                     |                                     |  |  |             |             |             |             |             |             |
|                                          |                                          |                                          |                                          |                                          |                                          |                                        |                                        |                                         |                                         |                                         |                                         |                                         |                                         |                                              |                                              |                                               |                                               |                                                 |                                                 |                                                 |                                                 |                                                 |                                                 |                                            |                                            |                                                |                                                |                                                |                                                |                                                |                                                |                                          |                                          |                                          |                                          |                                         |                                         |                                             |                                             |                                             |                                             |                                             |                                             |                                             |                                             |                                               |                                               |                                               |                                               |                                               |                                               |                                            |                                            |                                                  |                                                  |                                                  |                                                  |                                                  |                                                  |                                                         |                                                         |                                                                 |                                                                 |                                                                 |                                                                 |                                                                 |                                                                 |                                     |                                     |                                     |                                     |                                     |                                     |                                                         |                                                         |                                                         |                                                         |                                                         |                                                         |                                           |                                           |                                                     |                                                     |                                                     |                                                     |                                                     |                                                     |                                           |                                           |                                              |                                              |                                              |                                              |                                              |                                              |                                       |                                       |                                          |                                          |                                               |                                               |                                               |                                               |                                                          |                                                          |                                                          |                                                          |                                                          |                                                          |                                               |                                               |                                              |                                              |                                              |                                              |                                            |                                            |                                            |                                            |                                            |                                            |                                                           |                                                           |                                                           |                                                           |                                                           |                                                           |                                              |                                              |                                               |                                               |                                               |                                               |                                               |                                               |                                     |                                     |                                     |                                     |  |  |             |             |             |             |             |             |
|                                          |                                          |                                          |                                          |                                          |                                          |                                        |                                        |                                         |                                         |                                         |                                         |                                         |                                         |                                              |                                              |                                               |                                               |                                                 |                                                 |                                                 |                                                 |                                                 |                                                 |                                            |                                            |                                                |                                                |                                                |                                                |                                                |                                                |                                          |                                          |                                          |                                          |                                         |                                         |                                             |                                             |                                             |                                             |                                             |                                             |                                             |                                             |                                               |                                               |                                               |                                               |                                               |                                               |                                            |                                            |                                                  |                                                  |                                                  |                                                  |                                                  |                                                  |                                                         |                                                         |                                                                 |                                                                 |                                                                 |                                                                 |                                                                 |                                                                 | Louis XVI de France (1754-1793)     | Louis XVI de France (1754-1793)     | Louis XVI de France (1754-1793)     | Louis XVI de France (1754-1793)     | Louis XVI de France (1754-1793)     | Louis XVI de France (1754-1793)     |                                                         |                                                         | Charles X de France (1757-1836)                         | Charles X de France (1757-1836)                         | Charles X de France (1757-1836)                         | Charles X de France (1757-1836)                         | Charles X de France (1757-1836)           | Charles X de France (1757-1836)           |                                                     |                                                     | Louis XVIII de France (1755-1824)                   | Louis XVIII de France (1755-1824)                   | Louis XVIII de France (1755-1824)                   | Louis XVIII de France (1755-1824)                   | Louis XVIII de France (1755-1824)         | Louis XVIII de France (1755-1824)         |                                              |                                              |                                              |                                              | Marie-Joséphine de Savoie (1753-1810)        | Marie-Joséphine de Savoie (1753-1810)        | Marie-Joséphine de Savoie (1753-1810) | Marie-Joséphine de Savoie (1753-1810) | Marie-Joséphine de Savoie (1753-1810)    | Marie-Joséphine de Savoie (1753-1810)    |                                               |                                               | Marie-Thérèse de Sardaigne (1756-1805)        | Marie-Thérèse de Sardaigne (1756-1805)        | Marie-Thérèse de Sardaigne (1756-1805)                   | Marie-Thérèse de Sardaigne (1756-1805)                   | Marie-Thérèse de Sardaigne (1756-1805)                   | Marie-Thérèse de Sardaigne (1756-1805)                   |                                                          |                                                          | Victor-Emmanuel Ier de Sardaigne (1759-1824)  | Victor-Emmanuel Ier de Sardaigne (1759-1824)  | Victor-Emmanuel Ier de Sardaigne (1759-1824) | Victor-Emmanuel Ier de Sardaigne (1759-1824) | Victor-Emmanuel Ier de Sardaigne (1759-1824) | Victor-Emmanuel Ier de Sardaigne (1759-1824) |                                            |                                            | Marie-Thérèse d'Autriche-Este (1773-1832)  | Marie-Thérèse d'Autriche-Este (1773-1832)  | Marie-Thérèse d'Autriche-Este (1773-1832)  | Marie-Thérèse d'Autriche-Este (1773-1832)  | Marie-Thérèse d'Autriche-Este (1773-1832)                 | Marie-Thérèse d'Autriche-Este (1773-1832)                 |                                                           |                                                           | Louis-Philippe Ier (1773-1850)                            | Louis-Philippe Ier (1773-1850)                            | Louis-Philippe Ier (1773-1850)               | Louis-Philippe Ier (1773-1850)               | Louis-Philippe Ier (1773-1850)                | Louis-Philippe Ier (1773-1850)                |                                               |                                               | + 5 enfants                                   | + 5 enfants                                   | + 5 enfants                         | + 5 enfants                         | + 5 enfants                         | + 5 enfants                         |  |  |             |             |             |             |             |             |
|                                          |                                          |                                          |                                          |                                          |                                          |                                        |                                        |                                         |                                         |                                         |                                         |                                         |                                         |                                              |                                              |                                               |                                               |                                                 |                                                 |                                                 |                                                 |                                                 |                                                 |                                            |                                            |                                                |                                                |                                                |                                                |                                                |                                                |                                          |                                          |                                          |                                          |                                         |                                         |                                             |                                             |                                             |                                             |                                             |                                             |                                             |                                             |                                               |                                               |                                               |                                               |                                               |                                               |                                            |                                            |                                                  |                                                  |                                                  |                                                  |                                                  |                                                  |                                                         |                                                         |                                                                 |                                                                 |                                                                 |                                                                 |                                                                 |                                                                 | Louis XVI de France (1754-1793)     | Louis XVI de France (1754-1793)     | Louis XVI de France (1754-1793)     | Louis XVI de France (1754-1793)     | Louis XVI de France (1754-1793)     | Louis XVI de France (1754-1793)     |                                                         |                                                         | Charles X de France (1757-1836)                         | Charles X de France (1757-1836)                         | Charles X de France (1757-1836)                         | Charles X de France (1757-1836)                         | Charles X de France (1757-1836)           | Charles X de France (1757-1836)           |                                                     |                                                     | Louis XVIII de France (1755-1824)                   | Louis XVIII de France (1755-1824)                   | Louis XVIII de France (1755-1824)                   | Louis XVIII de France (1755-1824)                   | Louis XVIII de France (1755-1824)         | Louis XVIII de France (1755-1824)         |                                              |                                              |                                              |                                              | Marie-Joséphine de Savoie (1753-1810)        | Marie-Joséphine de Savoie (1753-1810)        | Marie-Joséphine de Savoie (1753-1810) | Marie-Joséphine de Savoie (1753-1810) | Marie-Joséphine de Savoie (1753-1810)    | Marie-Joséphine de Savoie (1753-1810)    |                                               |                                               | Marie-Thérèse de Sardaigne (1756-1805)        | Marie-Thérèse de Sardaigne (1756-1805)        | Marie-Thérèse de Sardaigne (1756-1805)                   | Marie-Thérèse de Sardaigne (1756-1805)                   | Marie-Thérèse de Sardaigne (1756-1805)                   | Marie-Thérèse de Sardaigne (1756-1805)                   |                                                          |                                                          | Victor-Emmanuel Ier de Sardaigne (1759-1824)  | Victor-Emmanuel Ier de Sardaigne (1759-1824)  | Victor-Emmanuel Ier de Sardaigne (1759-1824) | Victor-Emmanuel Ier de Sardaigne (1759-1824) | Victor-Emmanuel Ier de Sardaigne (1759-1824) | Victor-Emmanuel Ier de Sardaigne (1759-1824) |                                            |                                            | Marie-Thérèse d'Autriche-Este (1773-1832)  | Marie-Thérèse d'Autriche-Este (1773-1832)  | Marie-Thérèse d'Autriche-Este (1773-1832)  | Marie-Thérèse d'Autriche-Este (1773-1832)  | Marie-Thérèse d'Autriche-Este (1773-1832)                 | Marie-Thérèse d'Autriche-Este (1773-1832)                 |                                                           |                                                           | Louis-Philippe Ier (1773-1850)                            | Louis-Philippe Ier (1773-1850)                            | Louis-Philippe Ier (1773-1850)               | Louis-Philippe Ier (1773-1850)               | Louis-Philippe Ier (1773-1850)                | Louis-Philippe Ier (1773-1850)                |                                               |                                               | + 5 enfants                                   | + 5 enfants                                   | + 5 enfants                         | + 5 enfants                         | + 5 enfants                         | + 5 enfants                         |  |  |             |             |             |             |             |             |
| Marie-Antoinette d'Autriche (1755-1793)  | Marie-Antoinette d'Autriche (1755-1793)  | Marie-Antoinette d'Autriche (1755-1793)  | Marie-Antoinette d'Autriche (1755-1793)  | Marie-Antoinette d'Autriche (1755-1793)  | Marie-Antoinette d'Autriche (1755-1793)  |                                        |                                        | Léopold II d'Autriche (1747-1792)       | Léopold II d'Autriche (1747-1792)       | Léopold II d'Autriche (1747-1792)       | Léopold II d'Autriche (1747-1792)       | Léopold II d'Autriche (1747-1792)       | Léopold II d'Autriche (1747-1792)       |                                              |                                              |                                               |                                               |                                                 |                                                 |                                                 |                                                 |                                                 |                                                 |                                            |                                            | Marie-Louise de Bourbon (1745-1792)            | Marie-Louise de Bourbon (1745-1792)            | Marie-Louise de Bourbon (1745-1792)            | Marie-Louise de Bourbon (1745-1792)            | Marie-Louise de Bourbon (1745-1792)            | Marie-Louise de Bourbon (1745-1792)            |                                          |                                          |                                          |                                          |                                         |                                         |                                             |                                             |                                             |                                             |                                             |                                             |                                             |                                             |                                               |                                               |                                               |                                               |                                               |                                               |                                            |                                            |                                                  |                                                  |                                                  |                                                  |                                                  |                                                  |                                                         |                                                         |                                                                 |                                                                 |                                                                 |                                                                 |                                                                 |                                                                 |                                     |                                     |                                     |                                     |                                     |                                     |                                                         |                                                         |                                                         |                                                         |                                                         |                                                         |                                           |                                           |                                                     |                                                     |                                                     |                                                     |                                                     |                                                     |                                           |                                           |                                              |                                              |                                              |                                              |                                              |                                              |                                       |                                       |                                          |                                          |                                               |                                               |                                               |                                               |                                                          |                                                          |                                                          |                                                          |                                                          |                                                          |                                               |                                               |                                              |                                              |                                              |                                              |                                            |                                            |                                            |                                            |                                            |                                            |                                                           |                                                           |                                                           |                                                           |                                                           |                                                           |                                              |                                              |                                               |                                               |                                               |                                               |                                               |                                               |                                     |                                     |                                     |                                     |  |  |             |             |             |             |             |             |
| Marie-Antoinette d'Autriche (1755-1793)  | Marie-Antoinette d'Autriche (1755-1793)  | Marie-Antoinette d'Autriche (1755-1793)  | Marie-Antoinette d'Autriche (1755-1793)  | Marie-Antoinette d'Autriche (1755-1793)  | Marie-Antoinette d'Autriche (1755-1793)  |                                        |                                        | Léopold II d'Autriche (1747-1792)       | Léopold II d'Autriche (1747-1792)       | Léopold II d'Autriche (1747-1792)       | Léopold II d'Autriche (1747-1792)       | Léopold II d'Autriche (1747-1792)       | Léopold II d'Autriche (1747-1792)       |                                              |                                              |                                               |                                               |                                                 |                                                 |                                                 |                                                 |                                                 |                                                 |                                            |                                            | Marie-Louise de Bourbon (1745-1792)            | Marie-Louise de Bourbon (1745-1792)            | Marie-Louise de Bourbon (1745-1792)            | Marie-Louise de Bourbon (1745-1792)            | Marie-Louise de Bourbon (1745-1792)            | Marie-Louise de Bourbon (1745-1792)            |                                          |                                          |                                          |                                          |                                         |                                         |                                             |                                             |                                             |                                             |                                             |                                             |                                             |                                             |                                               |                                               |                                               |                                               |                                               |                                               |                                            |                                            |                                                  |                                                  |                                                  |                                                  |                                                  |                                                  |                                                         |                                                         |                                                                 |                                                                 |                                                                 |                                                                 |                                                                 |                                                                 |                                     |                                     |                                     |                                     |                                     |                                     |                                                         |                                                         |                                                         |                                                         |                                                         |                                                         |                                           |                                           |                                                     |                                                     |                                                     |                                                     |                                                     |                                                     |                                           |                                           |                                              |                                              |                                              |                                              |                                              |                                              |                                       |                                       |                                          |                                          |                                               |                                               |                                               |                                               |                                                          |                                                          |                                                          |                                                          |                                                          |                                                          |                                               |                                               |                                              |                                              |                                              |                                              |                                            |                                            |                                            |                                            |                                            |                                            |                                                           |                                                           |                                                           |                                                           |                                                           |                                                           |                                              |                                              |                                               |                                               |                                               |                                               |                                               |                                               |                                     |                                     |                                     |                                     |  |  |             |             |             |             |             |             |
|                                          |                                          |                                          |                                          |                                          |                                          |                                        |                                        |                                         |                                         |                                         |                                         |                                         |                                         |                                              |                                              |                                               |                                               |                                                 |                                                 |                                                 |                                                 |                                                 |                                                 |                                            |                                            |                                                |                                                |                                                |                                                |                                                |                                                |                                          |                                          |                                          |                                          |                                         |                                         |                                             |                                             |                                             |                                             |                                             |                                             |                                             |                                             |                                               |                                               |                                               |                                               |                                               |                                               |                                            |                                            |                                                  |                                                  |                                                  |                                                  |                                                  |                                                  |                                                         |                                                         |                                                                 |                                                                 |                                                                 |                                                                 |                                                                 |                                                                 |                                     |                                     |                                     |                                     |                                     |                                     |                                                         |                                                         |                                                         |                                                         |                                                         |                                                         |                                           |                                           |                                                     |                                                     |                                                     |                                                     |                                                     |                                                     |                                           |                                           |                                              |                                              |                                              |                                              |                                              |                                              |                                       |                                       |                                          |                                          |                                               |                                               |                                               |                                               |                                                          |                                                          |                                                          |                                                          |                                                          |                                                          |                                               |                                               |                                              |                                              |                                              |                                              |                                            |                                            |                                            |                                            |                                            |                                            |                                                           |                                                           |                                                           |                                                           |                                                           |                                                           |                                              |                                              |                                               |                                               |                                               |                                               |                                               |                                               |                                     |                                     |                                     |                                     |  |  |             |             |             |             |             |             |
|                                          |                                          |                                          |                                          |                                          |                                          |                                        |                                        |                                         |                                         |                                         |                                         |                                         |                                         |                                              |                                              |                                               |                                               |                                                 |                                                 |                                                 |                                                 |                                                 |                                                 |                                            |                                            |                                                |                                                |                                                |                                                |                                                |                                                |                                          |                                          |                                          |                                          |                                         |                                         |                                             |                                             |                                             |                                             |                                             |                                             |                                             |                                             |                                               |                                               |                                               |                                               |                                               |                                               |                                            |                                            |                                                  |                                                  |                                                  |                                                  |                                                  |                                                  |                                                         |                                                         |                                                                 |                                                                 |                                                                 |                                                                 |                                                                 |                                                                 |                                     |                                     |                                     |                                     |                                     |                                     |                                                         |                                                         |                                                         |                                                         |                                                         |                                                         |                                           |                                           |                                                     |                                                     |                                                     |                                                     |                                                     |                                                     |                                           |                                           |                                              |                                              |                                              |                                              |                                              |                                              |                                       |                                       |                                          |                                          |                                               |                                               |                                               |                                               |                                                          |                                                          |                                                          |                                                          |                                                          |                                                          |                                               |                                               |                                              |                                              |                                              |                                              |                                            |                                            |                                            |                                            |                                            |                                            |                                                           |                                                           |                                                           |                                                           |                                                           |                                                           |                                              |                                              |                                               |                                               |                                               |                                               |                                               |                                               |                                     |                                     |                                     |                                     |  |  |             |             |             |             |             |             |
|                                          |                                          |                                          |                                          |                                          |                                          |                                        |                                        |                                         |                                         |                                         |                                         |                                         |                                         |                                              |                                              |                                               |                                               |                                                 |                                                 |                                                 |                                                 |                                                 |                                                 |                                            |                                            |                                                |                                                |                                                |                                                |                                                |                                                |                                          |                                          |                                          |                                          |                                         |                                         |                                             |                                             |                                             |                                             |                                             |                                             |                                             |                                             |                                               |                                               |                                               |                                               |                                               |                                               |                                            |                                            |                                                  |                                                  |                                                  |                                                  |                                                  |                                                  |                                                         |                                                         |                                                                 |                                                                 |                                                                 |                                                                 |                                                                 |                                                                 |                                     |                                     |                                     |                                     |                                     |                                     |                                                         |                                                         |                                                         |                                                         |                                                         |                                                         |                                           |                                           |                                                     |                                                     |                                                     |                                                     |                                                     |                                                     |                                           |                                           |                                              |                                              |                                              |                                              |                                              |                                              |                                       |                                       |                                          |                                          |                                               |                                               |                                               |                                               |                                                          |                                                          |                                                          |                                                          |                                                          |                                                          |                                               |                                               |                                              |                                              |                                              |                                              |                                            |                                            |                                            |                                            |                                            |                                            |                                                           |                                                           |                                                           |                                                           |                                                           |                                                           |                                              |                                              |                                               |                                               |                                               |                                               |                                               |                                               |                                     |                                     |                                     |                                     |  |  |             |             |             |             |             |             |
|                                          |                                          |                                          |                                          |                                          |                                          |                                        |                                        |                                         |                                         |                                         |                                         |                                         |                                         |                                              |                                              |                                               |                                               |                                                 |                                                 |                                                 |                                                 |                                                 |                                                 |                                            |                                            |                                                |                                                |                                                |                                                |                                                |                                                |                                          |                                          |                                          |                                          |                                         |                                         |                                             |                                             |                                             |                                             |                                             |                                             |                                             |                                             |                                               |                                               |                                               |                                               |                                               |                                               |                                            |                                            |                                                  |                                                  |                                                  |                                                  |                                                  |                                                  |                                                         |                                                         |                                                                 |                                                                 |                                                                 |                                                                 |                                                                 |                                                                 |                                     |                                     |                                     |                                     |                                     |                                     |                                                         |                                                         |                                                         |                                                         |                                                         |                                                         |                                           |                                           |                                                     |                                                     |                                                     |                                                     |                                                     |                                                     |                                           |                                           |                                              |                                              |                                              |                                              |                                              |                                              |                                       |                                       |                                          |                                          |                                               |                                               |                                               |                                               |                                                          |                                                          |                                                          |                                                          |                                                          |                                                          |                                               |                                               |                                              |                                              |                                              |                                              |                                            |                                            |                                            |                                            |                                            |                                            |                                                           |                                                           |                                                           |                                                           |                                                           |                                                           |                                              |                                              |                                               |                                               |                                               |                                               |                                               |                                               |                                     |                                     |                                     |                                     |  |  |             |             |             |             |             |             |
| Antoine Ier de Saxe (1755-1836)          | Antoine Ier de Saxe (1755-1836)          | Antoine Ier de Saxe (1755-1836)          | Antoine Ier de Saxe (1755-1836)          | Antoine Ier de Saxe (1755-1836)          | Antoine Ier de Saxe (1755-1836)          |                                        |                                        | Marie-Thérèse d'Autriche (1767-1827)    | Marie-Thérèse d'Autriche (1767-1827)    | Marie-Thérèse d'Autriche (1767-1827)    | Marie-Thérèse d'Autriche (1767-1827)    | Marie-Thérèse d'Autriche (1767-1827)    | Marie-Thérèse d'Autriche (1767-1827)    |                                              |                                              |                                               |                                               | Marie-Christine de Bourbon-Siciles (1779-1849)  | Marie-Christine de Bourbon-Siciles (1779-1849)  | Marie-Christine de Bourbon-Siciles (1779-1849)  | Marie-Christine de Bourbon-Siciles (1779-1849)  | Marie-Christine de Bourbon-Siciles (1779-1849)  | Marie-Christine de Bourbon-Siciles (1779-1849)  |                                            |                                            |                                                |                                                |                                                |                                                |                                                |                                                |                                          |                                          |                                          |                                          |                                         |                                         |                                             |                                             |                                             |                                             |                                             |                                             |                                             |                                             |                                               |                                               |                                               |                                               |                                               |                                               |                                            |                                            |                                                  |                                                  |                                                  |                                                  |                                                  |                                                  |                                                         |                                                         |                                                                 |                                                                 |                                                                 |                                                                 |                                                                 |                                                                 |                                     |                                     |                                     |                                     |                                     |                                     |                                                         |                                                         |                                                         |                                                         |                                                         |                                                         |                                           |                                           |                                                     |                                                     |                                                     |                                                     |                                                     |                                                     |                                           |                                           |                                              |                                              |                                              |                                              |                                              |                                              |                                       |                                       |                                          |                                          |                                               |                                               |                                               |                                               |                                                          |                                                          |                                                          |                                                          |                                                          |                                                          |                                               |                                               |                                              |                                              |                                              |                                              |                                            |                                            |                                            |                                            |                                            |                                            |                                                           |                                                           |                                                           |                                                           |                                                           |                                                           |                                              |                                              |                                               |                                               |                                               |                                               |                                               |                                               |                                     |                                     |                                     |                                     |  |  |             |             |             |             |             |             |
| Antoine Ier de Saxe (1755-1836)          | Antoine Ier de Saxe (1755-1836)          | Antoine Ier de Saxe (1755-1836)          | Antoine Ier de Saxe (1755-1836)          | Antoine Ier de Saxe (1755-1836)          | Antoine Ier de Saxe (1755-1836)          |                                        |                                        | Marie-Thérèse d'Autriche (1767-1827)    | Marie-Thérèse d'Autriche (1767-1827)    | Marie-Thérèse d'Autriche (1767-1827)    | Marie-Thérèse d'Autriche (1767-1827)    | Marie-Thérèse d'Autriche (1767-1827)    | Marie-Thérèse d'Autriche (1767-1827)    |                                              |                                              |                                               |                                               | Marie-Christine de Bourbon-Siciles (1779-1849)  | Marie-Christine de Bourbon-Siciles (1779-1849)  | Marie-Christine de Bourbon-Siciles (1779-1849)  | Marie-Christine de Bourbon-Siciles (1779-1849)  | Marie-Christine de Bourbon-Siciles (1779-1849)  | Marie-Christine de Bourbon-Siciles (1779-1849)  |                                            |                                            |                                                |                                                |                                                |                                                |                                                |                                                |                                          |                                          |                                          |                                          |                                         |                                         |                                             |                                             |                                             |                                             |                                             |                                             |                                             |                                             |                                               |                                               |                                               |                                               |                                               |                                               |                                            |                                            |                                                  |                                                  |                                                  |                                                  |                                                  |                                                  |                                                         |                                                         |                                                                 |                                                                 |                                                                 |                                                                 |                                                                 |                                                                 |                                     |                                     |                                     |                                     |                                     |                                     |                                                         |                                                         |                                                         |                                                         |                                                         |                                                         |                                           |                                           |                                                     |                                                     |                                                     |                                                     |                                                     |                                                     |                                           |                                           |                                              |                                              |                                              |                                              |                                              |                                              |                                       |                                       |                                          |                                          |                                               |                                               |                                               |                                               |                                                          |                                                          |                                                          |                                                          |                                                          |                                                          |                                               |                                               |                                              |                                              |                                              |                                              |                                            |                                            |                                            |                                            |                                            |                                            |                                                           |                                                           |                                                           |                                                           |                                                           |                                                           |                                              |                                              |                                               |                                               |                                               |                                               |                                               |                                               |                                     |                                     |                                     |                                     |  |  |             |             |             |             |             |             |
| Henriette de Nassau-Weilburg (1797-1829) | Henriette de Nassau-Weilburg (1797-1829) | Henriette de Nassau-Weilburg (1797-1829) | Henriette de Nassau-Weilburg (1797-1829) | Henriette de Nassau-Weilburg (1797-1829) | Henriette de Nassau-Weilburg (1797-1829) |                                        |                                        | Charles-Louis d'Autriche (1771-1847)    | Charles-Louis d'Autriche (1771-1847)    | Charles-Louis d'Autriche (1771-1847)    | Charles-Louis d'Autriche (1771-1847)    | Charles-Louis d'Autriche (1771-1847)    | Charles-Louis d'Autriche (1771-1847)    |                                              |                                              |                                               |                                               | Marie-Amélie de Bourbon-Siciles (1782-1866)     | Marie-Amélie de Bourbon-Siciles (1782-1866)     | Marie-Amélie de Bourbon-Siciles (1782-1866)     | Marie-Amélie de Bourbon-Siciles (1782-1866)     | Marie-Amélie de Bourbon-Siciles (1782-1866)     | Marie-Amélie de Bourbon-Siciles (1782-1866)     |                                            |                                            |                                                |                                                |                                                |                                                |                                                |                                                |                                          |                                          |                                          |                                          |                                         |                                         |                                             |                                             |                                             |                                             |                                             |                                             |                                             |                                             |                                               |                                               |                                               |                                               |                                               |                                               |                                            |                                            |                                                  |                                                  |                                                  |                                                  |                                                  |                                                  |                                                         |                                                         |                                                                 |                                                                 |                                                                 |                                                                 |                                                                 |                                                                 |                                     |                                     |                                     |                                     |                                     |                                     |                                                         |                                                         |                                                         |                                                         |                                                         |                                                         |                                           |                                           |                                                     |                                                     |                                                     |                                                     |                                                     |                                                     |                                           |                                           |                                              |                                              |                                              |                                              |                                              |                                              |                                       |                                       |                                          |                                          |                                               |                                               |                                               |                                               |                                                          |                                                          |                                                          |                                                          |                                                          |                                                          |                                               |                                               |                                              |                                              |                                              |                                              |                                            |                                            |                                            |                                            |                                            |                                            |                                                           |                                                           |                                                           |                                                           |                                                           |                                                           |                                              |                                              |                                               |                                               |                                               |                                               |                                               |                                               |                                     |                                     |                                     |                                     |  |  |             |             |             |             |             |             |
| Henriette de Nassau-Weilburg (1797-1829) | Henriette de Nassau-Weilburg (1797-1829) | Henriette de Nassau-Weilburg (1797-1829) | Henriette de Nassau-Weilburg (1797-1829) | Henriette de Nassau-Weilburg (1797-1829) | Henriette de Nassau-Weilburg (1797-1829) |                                        |                                        | Charles-Louis d'Autriche (1771-1847)    | Charles-Louis d'Autriche (1771-1847)    | Charles-Louis d'Autriche (1771-1847)    | Charles-Louis d'Autriche (1771-1847)    | Charles-Louis d'Autriche (1771-1847)    | Charles-Louis d'Autriche (1771-1847)    |                                              |                                              |                                               |                                               | Marie-Amélie de Bourbon-Siciles (1782-1866)     | Marie-Amélie de Bourbon-Siciles (1782-1866)     | Marie-Amélie de Bourbon-Siciles (1782-1866)     | Marie-Amélie de Bourbon-Siciles (1782-1866)     | Marie-Amélie de Bourbon-Siciles (1782-1866)     | Marie-Amélie de Bourbon-Siciles (1782-1866)     |                                            |                                            |                                                |                                                |                                                |                                                |                                                |                                                |                                          |                                          |                                          |                                          |                                         |                                         |                                             |                                             |                                             |                                             |                                             |                                             |                                             |                                             |                                               |                                               |                                               |                                               |                                               |                                               |                                            |                                            |                                                  |                                                  |                                                  |                                                  |                                                  |                                                  |                                                         |                                                         |                                                                 |                                                                 |                                                                 |                                                                 |                                                                 |                                                                 |                                     |                                     |                                     |                                     |                                     |                                     |                                                         |                                                         |                                                         |                                                         |                                                         |                                                         |                                           |                                           |                                                     |                                                     |                                                     |                                                     |                                                     |                                                     |                                           |                                           |                                              |                                              |                                              |                                              |                                              |                                              |                                       |                                       |                                          |                                          |                                               |                                               |                                               |                                               |                                                          |                                                          |                                                          |                                                          |                                                          |                                                          |                                               |                                               |                                              |                                              |                                              |                                              |                                            |                                            |                                            |                                            |                                            |                                            |                                                           |                                                           |                                                           |                                                           |                                                           |                                                           |                                              |                                              |                                               |                                               |                                               |                                               |                                               |                                               |                                     |                                     |                                     |                                     |  |  |             |             |             |             |             |             |
| Marie-Ferdinande de Saxe (1796-1865)     | Marie-Ferdinande de Saxe (1796-1865)     | Marie-Ferdinande de Saxe (1796-1865)     | Marie-Ferdinande de Saxe (1796-1865)     | Marie-Ferdinande de Saxe (1796-1865)     | Marie-Ferdinande de Saxe (1796-1865)     |                                        |                                        | Ferdinand III de Toscane (1769-1824)    | Ferdinand III de Toscane (1769-1824)    | Ferdinand III de Toscane (1769-1824)    | Ferdinand III de Toscane (1769-1824)    | Ferdinand III de Toscane (1769-1824)    | Ferdinand III de Toscane (1769-1824)    |                                              |                                              |                                               |                                               | Louise de Bourbon-Siciles (1773-1802)           | Louise de Bourbon-Siciles (1773-1802)           | Louise de Bourbon-Siciles (1773-1802)           | Louise de Bourbon-Siciles (1773-1802)           | Louise de Bourbon-Siciles (1773-1802)           | Louise de Bourbon-Siciles (1773-1802)           |                                            |                                            |                                                |                                                |                                                |                                                |                                                |                                                |                                          |                                          | Marie-Louise de Bourbon (1782-1824)      | Marie-Louise de Bourbon (1782-1824)      | Marie-Louise de Bourbon (1782-1824)     | Marie-Louise de Bourbon (1782-1824)     | Marie-Louise de Bourbon (1782-1824)         | Marie-Louise de Bourbon (1782-1824)         |                                             |                                             |                                             |                                             |                                             |                                             | Louis Ier d'Étrurie (1773-1803)               | Louis Ier d'Étrurie (1773-1803)               | Louis Ier d'Étrurie (1773-1803)               | Louis Ier d'Étrurie (1773-1803)               | Louis Ier d'Étrurie (1773-1803)               | Louis Ier d'Étrurie (1773-1803)               |                                            |                                            |                                                  |                                                  |                                                  |                                                  |                                                  |                                                  |                                                         |                                                         |                                                                 |                                                                 |                                                                 |                                                                 | Marie-Thérèse de France (1778-1851)                             | Marie-Thérèse de France (1778-1851)                             | Marie-Thérèse de France (1778-1851) | Marie-Thérèse de France (1778-1851) | Marie-Thérèse de France (1778-1851) | Marie-Thérèse de France (1778-1851) |                                     |                                     |                                                         |                                                         |                                                         |                                                         |                                                         |                                                         |                                           |                                           | Louis de France (1775-1844)                         | Louis de France (1775-1844)                         | Louis de France (1775-1844)                         | Louis de France (1775-1844)                         | Louis de France (1775-1844)                         | Louis de France (1775-1844)                         |                                           |                                           |                                              |                                              |                                              |                                              |                                              |                                              |                                       |                                       | + 6 enfants                              | + 6 enfants                              | + 6 enfants                                   | + 6 enfants                                   | + 6 enfants                                   | + 6 enfants                                   |                                                          |                                                          |                                                          |                                                          |                                                          |                                                          |                                               |                                               |                                              |                                              | + 3 enfants                                  | + 3 enfants                                  | + 3 enfants                                | + 3 enfants                                | + 3 enfants                                | + 3 enfants                                |                                            |                                            |                                                           |                                                           |                                                           |                                                           |                                                           |                                                           |                                              |                                              |                                               |                                               |                                               |                                               |                                               |                                               |                                     |                                     |                                     |                                     |  |  |             |             |             |             |             |             |
| Marie-Ferdinande de Saxe (1796-1865)     | Marie-Ferdinande de Saxe (1796-1865)     | Marie-Ferdinande de Saxe (1796-1865)     | Marie-Ferdinande de Saxe (1796-1865)     | Marie-Ferdinande de Saxe (1796-1865)     | Marie-Ferdinande de Saxe (1796-1865)     |                                        |                                        | Ferdinand III de Toscane (1769-1824)    | Ferdinand III de Toscane (1769-1824)    | Ferdinand III de Toscane (1769-1824)    | Ferdinand III de Toscane (1769-1824)    | Ferdinand III de Toscane (1769-1824)    | Ferdinand III de Toscane (1769-1824)    |                                              |                                              |                                               |                                               | Louise de Bourbon-Siciles (1773-1802)           | Louise de Bourbon-Siciles (1773-1802)           | Louise de Bourbon-Siciles (1773-1802)           | Louise de Bourbon-Siciles (1773-1802)           | Louise de Bourbon-Siciles (1773-1802)           | Louise de Bourbon-Siciles (1773-1802)           |                                            |                                            |                                                |                                                |                                                |                                                |                                                |                                                |                                          |                                          | Marie-Louise de Bourbon (1782-1824)      | Marie-Louise de Bourbon (1782-1824)      | Marie-Louise de Bourbon (1782-1824)     | Marie-Louise de Bourbon (1782-1824)     | Marie-Louise de Bourbon (1782-1824)         | Marie-Louise de Bourbon (1782-1824)         |                                             |                                             |                                             |                                             |                                             |                                             | Louis Ier d'Étrurie (1773-1803)               | Louis Ier d'Étrurie (1773-1803)               | Louis Ier d'Étrurie (1773-1803)               | Louis Ier d'Étrurie (1773-1803)               | Louis Ier d'Étrurie (1773-1803)               | Louis Ier d'Étrurie (1773-1803)               |                                            |                                            |                                                  |                                                  |                                                  |                                                  |                                                  |                                                  |                                                         |                                                         |                                                                 |                                                                 |                                                                 |                                                                 | Marie-Thérèse de France (1778-1851)                             | Marie-Thérèse de France (1778-1851)                             | Marie-Thérèse de France (1778-1851) | Marie-Thérèse de France (1778-1851) | Marie-Thérèse de France (1778-1851) | Marie-Thérèse de France (1778-1851) |                                     |                                     |                                                         |                                                         |                                                         |                                                         |                                                         |                                                         |                                           |                                           | Louis de France (1775-1844)                         | Louis de France (1775-1844)                         | Louis de France (1775-1844)                         | Louis de France (1775-1844)                         | Louis de France (1775-1844)                         | Louis de France (1775-1844)                         |                                           |                                           |                                              |                                              |                                              |                                              |                                              |                                              |                                       |                                       | + 6 enfants                              | + 6 enfants                              | + 6 enfants                                   | + 6 enfants                                   | + 6 enfants                                   | + 6 enfants                                   |                                                          |                                                          |                                                          |                                                          |                                                          |                                                          |                                               |                                               |                                              |                                              | + 3 enfants                                  | + 3 enfants                                  | + 3 enfants                                | + 3 enfants                                | + 3 enfants                                | + 3 enfants                                |                                            |                                            |                                                           |                                                           |                                                           |                                                           |                                                           |                                                           |                                              |                                              |                                               |                                               |                                               |                                               |                                               |                                               |                                     |                                     |                                     |                                     |  |  |             |             |             |             |             |             |
| Élisabeth de Wurtemberg (1767-1790)      | Élisabeth de Wurtemberg (1767-1790)      | Élisabeth de Wurtemberg (1767-1790)      | Élisabeth de Wurtemberg (1767-1790)      | Élisabeth de Wurtemberg (1767-1790)      | Élisabeth de Wurtemberg (1767-1790)      |                                        |                                        | François Ier d'Autriche (1768-1835)     | François Ier d'Autriche (1768-1835)     | François Ier d'Autriche (1768-1835)     | François Ier d'Autriche (1768-1835)     | François Ier d'Autriche (1768-1835)     | François Ier d'Autriche (1768-1835)     |                                              |                                              |                                               |                                               | Marie-Thérèse de Bourbon-Siciles (1772-1807)    | Marie-Thérèse de Bourbon-Siciles (1772-1807)    | Marie-Thérèse de Bourbon-Siciles (1772-1807)    | Marie-Thérèse de Bourbon-Siciles (1772-1807)    | Marie-Thérèse de Bourbon-Siciles (1772-1807)    | Marie-Thérèse de Bourbon-Siciles (1772-1807)    |                                            |                                            |                                                |                                                |                                                |                                                |                                                |                                                |                                          |                                          | + 11 enfants                             | + 11 enfants                             | + 11 enfants                            | + 11 enfants                            | + 11 enfants                                | + 11 enfants                                |                                             |                                             |                                             |                                             |                                             |                                             | Caroline de Bourbon-Parme (1770-1804)         | Caroline de Bourbon-Parme (1770-1804)         | Caroline de Bourbon-Parme (1770-1804)         | Caroline de Bourbon-Parme (1770-1804)         | Caroline de Bourbon-Parme (1770-1804)         | Caroline de Bourbon-Parme (1770-1804)         |                                            |                                            |                                                  |                                                  |                                                  |                                                  | Maximilien de Saxe (1759-1838)                   | Maximilien de Saxe (1759-1838)                   | Maximilien de Saxe (1759-1838)                          | Maximilien de Saxe (1759-1838)                          | Maximilien de Saxe (1759-1838)                                  | Maximilien de Saxe (1759-1838)                                  |                                                                 |                                                                 | + 2 enfants                                                     | + 2 enfants                                                     | + 2 enfants                         | + 2 enfants                         | + 2 enfants                         | + 2 enfants                         |                                     |                                     |                                                         |                                                         |                                                         |                                                         |                                                         |                                                         |                                           |                                           | + 2 enfants                                         | + 2 enfants                                         | + 2 enfants                                         | + 2 enfants                                         | + 2 enfants                                         | + 2 enfants                                         |                                           |                                           |                                              |                                              |                                              |                                              |                                              |                                              |                                       |                                       | Ferdinand-Philippe d'Orléans (1810-1842) | Ferdinand-Philippe d'Orléans (1810-1842) | Ferdinand-Philippe d'Orléans (1810-1842)      | Ferdinand-Philippe d'Orléans (1810-1842)      | Ferdinand-Philippe d'Orléans (1810-1842)      | Ferdinand-Philippe d'Orléans (1810-1842)      |                                                          |                                                          | Hélène de Mecklembourg Schwerin (1814-1858)              | Hélène de Mecklembourg Schwerin (1814-1858)              | Hélène de Mecklembourg Schwerin (1814-1858)              | Hélène de Mecklembourg Schwerin (1814-1858)              | Hélène de Mecklembourg Schwerin (1814-1858)   | Hélène de Mecklembourg Schwerin (1814-1858)   |                                              |                                              | Marie-Béatrice de Sardaigne (1792-1840)      | Marie-Béatrice de Sardaigne (1792-1840)      | Marie-Béatrice de Sardaigne (1792-1840)    | Marie-Béatrice de Sardaigne (1792-1840)    | Marie-Béatrice de Sardaigne (1792-1840)    | Marie-Béatrice de Sardaigne (1792-1840)    |                                            |                                            | François IV de Modène (1779-1846)                         | François IV de Modène (1779-1846)                         | François IV de Modène (1779-1846)                         | François IV de Modène (1779-1846)                         | François IV de Modène (1779-1846)                         | François IV de Modène (1779-1846)                         |                                              |                                              |                                               |                                               |                                               |                                               |                                               |                                               |                                     |                                     |                                     |                                     |  |  |             |             |             |             |             |             |
| Élisabeth de Wurtemberg (1767-1790)      | Élisabeth de Wurtemberg (1767-1790)      | Élisabeth de Wurtemberg (1767-1790)      | Élisabeth de Wurtemberg (1767-1790)      | Élisabeth de Wurtemberg (1767-1790)      | Élisabeth de Wurtemberg (1767-1790)      |                                        |                                        | François Ier d'Autriche (1768-1835)     | François Ier d'Autriche (1768-1835)     | François Ier d'Autriche (1768-1835)     | François Ier d'Autriche (1768-1835)     | François Ier d'Autriche (1768-1835)     | François Ier d'Autriche (1768-1835)     |                                              |                                              |                                               |                                               | Marie-Thérèse de Bourbon-Siciles (1772-1807)    | Marie-Thérèse de Bourbon-Siciles (1772-1807)    | Marie-Thérèse de Bourbon-Siciles (1772-1807)    | Marie-Thérèse de Bourbon-Siciles (1772-1807)    | Marie-Thérèse de Bourbon-Siciles (1772-1807)    | Marie-Thérèse de Bourbon-Siciles (1772-1807)    |                                            |                                            |                                                |                                                |                                                |                                                |                                                |                                                |                                          |                                          | + 11 enfants                             | + 11 enfants                             | + 11 enfants                            | + 11 enfants                            | + 11 enfants                                | + 11 enfants                                |                                             |                                             |                                             |                                             |                                             |                                             | Caroline de Bourbon-Parme (1770-1804)         | Caroline de Bourbon-Parme (1770-1804)         | Caroline de Bourbon-Parme (1770-1804)         | Caroline de Bourbon-Parme (1770-1804)         | Caroline de Bourbon-Parme (1770-1804)         | Caroline de Bourbon-Parme (1770-1804)         |                                            |                                            |                                                  |                                                  |                                                  |                                                  | Maximilien de Saxe (1759-1838)                   | Maximilien de Saxe (1759-1838)                   | Maximilien de Saxe (1759-1838)                          | Maximilien de Saxe (1759-1838)                          | Maximilien de Saxe (1759-1838)                                  | Maximilien de Saxe (1759-1838)                                  |                                                                 |                                                                 | + 2 enfants                                                     | + 2 enfants                                                     | + 2 enfants                         | + 2 enfants                         | + 2 enfants                         | + 2 enfants                         |                                     |                                     |                                                         |                                                         |                                                         |                                                         |                                                         |                                                         |                                           |                                           | + 2 enfants                                         | + 2 enfants                                         | + 2 enfants                                         | + 2 enfants                                         | + 2 enfants                                         | + 2 enfants                                         |                                           |                                           |                                              |                                              |                                              |                                              |                                              |                                              |                                       |                                       | Ferdinand-Philippe d'Orléans (1810-1842) | Ferdinand-Philippe d'Orléans (1810-1842) | Ferdinand-Philippe d'Orléans (1810-1842)      | Ferdinand-Philippe d'Orléans (1810-1842)      | Ferdinand-Philippe d'Orléans (1810-1842)      | Ferdinand-Philippe d'Orléans (1810-1842)      |                                                          |                                                          | Hélène de Mecklembourg Schwerin (1814-1858)              | Hélène de Mecklembourg Schwerin (1814-1858)              | Hélène de Mecklembourg Schwerin (1814-1858)              | Hélène de Mecklembourg Schwerin (1814-1858)              | Hélène de Mecklembourg Schwerin (1814-1858)   | Hélène de Mecklembourg Schwerin (1814-1858)   |                                              |                                              | Marie-Béatrice de Sardaigne (1792-1840)      | Marie-Béatrice de Sardaigne (1792-1840)      | Marie-Béatrice de Sardaigne (1792-1840)    | Marie-Béatrice de Sardaigne (1792-1840)    | Marie-Béatrice de Sardaigne (1792-1840)    | Marie-Béatrice de Sardaigne (1792-1840)    |                                            |                                            | François IV de Modène (1779-1846)                         | François IV de Modène (1779-1846)                         | François IV de Modène (1779-1846)                         | François IV de Modène (1779-1846)                         | François IV de Modène (1779-1846)                         | François IV de Modène (1779-1846)                         |                                              |                                              |                                               |                                               |                                               |                                               |                                               |                                               |                                     |                                     |                                     |                                     |  |  |             |             |             |             |             |             |
|                                          |                                          |                                          |                                          |                                          |                                          |                                        |                                        | Marie-Clémentine d'Autriche (1777-1801) | Marie-Clémentine d'Autriche (1777-1801) | Marie-Clémentine d'Autriche (1777-1801) | Marie-Clémentine d'Autriche (1777-1801) | Marie-Clémentine d'Autriche (1777-1801) | Marie-Clémentine d'Autriche (1777-1801) |                                              |                                              |                                               |                                               | François Ier des Deux-Siciles (1775-1830)       | François Ier des Deux-Siciles (1775-1830)       | François Ier des Deux-Siciles (1775-1830)       | François Ier des Deux-Siciles (1775-1830)       | François Ier des Deux-Siciles (1775-1830)       | François Ier des Deux-Siciles (1775-1830)       |                                            |                                            |                                                |                                                |                                                |                                                |                                                |                                                |                                          |                                          | Marie-Isabelle d'Espagne (1775-1830)     | Marie-Isabelle d'Espagne (1775-1830)     | Marie-Isabelle d'Espagne (1775-1830)    | Marie-Isabelle d'Espagne (1775-1830)    | Marie-Isabelle d'Espagne (1775-1830)        | Marie-Isabelle d'Espagne (1775-1830)        |                                             |                                             |                                             |                                             |                                             |                                             | + 5 enfants                                   | + 5 enfants                                   | + 5 enfants                                   | + 5 enfants                                   | + 5 enfants                                   | + 5 enfants                                   |                                            |                                            |                                                  |                                                  |                                                  |                                                  |                                                  |                                                  |                                                         |                                                         |                                                                 |                                                                 |                                                                 |                                                                 | Louis XVII de France (1785-1795)                                | Louis XVII de France (1785-1795)                                | Louis XVII de France (1785-1795)    | Louis XVII de France (1785-1795)    | Louis XVII de France (1785-1795)    | Louis XVII de France (1785-1795)    |                                     |                                     |                                                         |                                                         |                                                         |                                                         |                                                         |                                                         |                                           |                                           | Charles-Ferdinand d'Artois duc de Berry (1778-1820) | Charles-Ferdinand d'Artois duc de Berry (1778-1820) | Charles-Ferdinand d'Artois duc de Berry (1778-1820) | Charles-Ferdinand d'Artois duc de Berry (1778-1820) | Charles-Ferdinand d'Artois duc de Berry (1778-1820) | Charles-Ferdinand d'Artois duc de Berry (1778-1820) |                                           |                                           | Léopold Ier de Belgique (1790-1865)          | Léopold Ier de Belgique (1790-1865)          | Léopold Ier de Belgique (1790-1865)          | Léopold Ier de Belgique (1790-1865)          | Léopold Ier de Belgique (1790-1865)          | Léopold Ier de Belgique (1790-1865)          |                                       |                                       | Louise d'Orléans (1812-1850)             | Louise d'Orléans (1812-1850)             | Louise d'Orléans (1812-1850)                  | Louise d'Orléans (1812-1850)                  | Louise d'Orléans (1812-1850)                  | Louise d'Orléans (1812-1850)                  |                                                          |                                                          |                                                          |                                                          |                                                          |                                                          |                                               |                                               |                                              |                                              | Marie-Thérèse de Savoie (1803-1879)          | Marie-Thérèse de Savoie (1803-1879)          | Marie-Thérèse de Savoie (1803-1879)        | Marie-Thérèse de Savoie (1803-1879)        | Marie-Thérèse de Savoie (1803-1879)        | Marie-Thérèse de Savoie (1803-1879)        |                                            |                                            |                                                           |                                                           |                                                           |                                                           |                                                           |                                                           |                                              |                                              |                                               |                                               |                                               |                                               |                                               |                                               |                                     |                                     |                                     |                                     |  |  |             |             |             |             |             |             |
|                                          |                                          |                                          |                                          |                                          |                                          |                                        |                                        | Marie-Clémentine d'Autriche (1777-1801) | Marie-Clémentine d'Autriche (1777-1801) | Marie-Clémentine d'Autriche (1777-1801) | Marie-Clémentine d'Autriche (1777-1801) | Marie-Clémentine d'Autriche (1777-1801) | Marie-Clémentine d'Autriche (1777-1801) |                                              |                                              |                                               |                                               | François Ier des Deux-Siciles (1775-1830)       | François Ier des Deux-Siciles (1775-1830)       | François Ier des Deux-Siciles (1775-1830)       | François Ier des Deux-Siciles (1775-1830)       | François Ier des Deux-Siciles (1775-1830)       | François Ier des Deux-Siciles (1775-1830)       |                                            |                                            |                                                |                                                |                                                |                                                |                                                |                                                |                                          |                                          | Marie-Isabelle d'Espagne (1775-1830)     | Marie-Isabelle d'Espagne (1775-1830)     | Marie-Isabelle d'Espagne (1775-1830)    | Marie-Isabelle d'Espagne (1775-1830)    | Marie-Isabelle d'Espagne (1775-1830)        | Marie-Isabelle d'Espagne (1775-1830)        |                                             |                                             |                                             |                                             |                                             |                                             | + 5 enfants                                   | + 5 enfants                                   | + 5 enfants                                   | + 5 enfants                                   | + 5 enfants                                   | + 5 enfants                                   |                                            |                                            |                                                  |                                                  |                                                  |                                                  |                                                  |                                                  |                                                         |                                                         |                                                                 |                                                                 |                                                                 |                                                                 | Louis XVII de France (1785-1795)                                | Louis XVII de France (1785-1795)                                | Louis XVII de France (1785-1795)    | Louis XVII de France (1785-1795)    | Louis XVII de France (1785-1795)    | Louis XVII de France (1785-1795)    |                                     |                                     |                                                         |                                                         |                                                         |                                                         |                                                         |                                                         |                                           |                                           | Charles-Ferdinand d'Artois duc de Berry (1778-1820) | Charles-Ferdinand d'Artois duc de Berry (1778-1820) | Charles-Ferdinand d'Artois duc de Berry (1778-1820) | Charles-Ferdinand d'Artois duc de Berry (1778-1820) | Charles-Ferdinand d'Artois duc de Berry (1778-1820) | Charles-Ferdinand d'Artois duc de Berry (1778-1820) |                                           |                                           | Léopold Ier de Belgique (1790-1865)          | Léopold Ier de Belgique (1790-1865)          | Léopold Ier de Belgique (1790-1865)          | Léopold Ier de Belgique (1790-1865)          | Léopold Ier de Belgique (1790-1865)          | Léopold Ier de Belgique (1790-1865)          |                                       |                                       | Louise d'Orléans (1812-1850)             | Louise d'Orléans (1812-1850)             | Louise d'Orléans (1812-1850)                  | Louise d'Orléans (1812-1850)                  | Louise d'Orléans (1812-1850)                  | Louise d'Orléans (1812-1850)                  |                                                          |                                                          |                                                          |                                                          |                                                          |                                                          |                                               |                                               |                                              |                                              | Marie-Thérèse de Savoie (1803-1879)          | Marie-Thérèse de Savoie (1803-1879)          | Marie-Thérèse de Savoie (1803-1879)        | Marie-Thérèse de Savoie (1803-1879)        | Marie-Thérèse de Savoie (1803-1879)        | Marie-Thérèse de Savoie (1803-1879)        |                                            |                                            |                                                           |                                                           |                                                           |                                                           |                                                           |                                                           |                                              |                                              |                                               |                                               |                                               |                                               |                                               |                                               |                                     |                                     |                                     |                                     |  |  |             |             |             |             |             |             |
|                                          |                                          |                                          |                                          |                                          |                                          |                                        |                                        | + 10 enfants                            | + 10 enfants                            | + 10 enfants                            | + 10 enfants                            | + 10 enfants                            | + 10 enfants                            |                                              |                                              |                                               |                                               | + 11 enfants                                    | + 11 enfants                                    | + 11 enfants                                    | + 11 enfants                                    | + 11 enfants                                    | + 11 enfants                                    |                                            |                                            | Louise de Bourbon-Siciles (1804-1844)          | Louise de Bourbon-Siciles (1804-1844)          | Louise de Bourbon-Siciles (1804-1844)          | Louise de Bourbon-Siciles (1804-1844)          | Louise de Bourbon-Siciles (1804-1844)          | Louise de Bourbon-Siciles (1804-1844)          |                                          |                                          | François de Paule d'Espagne (1794-1865)  | François de Paule d'Espagne (1794-1865)  | François de Paule d'Espagne (1794-1865) | François de Paule d'Espagne (1794-1865) | François de Paule d'Espagne (1794-1865)     | François de Paule d'Espagne (1794-1865)     |                                             |                                             |                                             |                                             |                                             |                                             |                                               |                                               |                                               |                                               |                                               |                                               | + 6 enfants                                | + 6 enfants                                | + 6 enfants                                      | + 6 enfants                                      | + 6 enfants                                      | + 6 enfants                                      |                                                  |                                                  |                                                         |                                                         |                                                                 |                                                                 |                                                                 |                                                                 |                                                                 |                                                                 |                                     |                                     |                                     |                                     |                                     |                                     |                                                         |                                                         |                                                         |                                                         |                                                         |                                                         |                                           |                                           |                                                     |                                                     |                                                     |                                                     |                                                     |                                                     |                                           |                                           |                                              |                                              |                                              |                                              |                                              |                                              |                                       |                                       | Henri d'Orléans (1822-1897)              | Henri d'Orléans (1822-1897)              | Henri d'Orléans (1822-1897)                   | Henri d'Orléans (1822-1897)                   | Henri d'Orléans (1822-1897)                   | Henri d'Orléans (1822-1897)                   |                                                          |                                                          | Marie-Caroline de Bourbon-Siciles (1822-1867)            | Marie-Caroline de Bourbon-Siciles (1822-1867)            | Marie-Caroline de Bourbon-Siciles (1822-1867)            | Marie-Caroline de Bourbon-Siciles (1822-1867)            | Marie-Caroline de Bourbon-Siciles (1822-1867) | Marie-Caroline de Bourbon-Siciles (1822-1867) |                                              |                                              | Marie-Anne de Sardaigne (1803-1884)          | Marie-Anne de Sardaigne (1803-1884)          | Marie-Anne de Sardaigne (1803-1884)        | Marie-Anne de Sardaigne (1803-1884)        | Marie-Anne de Sardaigne (1803-1884)        | Marie-Anne de Sardaigne (1803-1884)        |                                            |                                            |                                                           |                                                           |                                                           |                                                           |                                                           |                                                           |                                              |                                              |                                               |                                               |                                               |                                               |                                               |                                               |                                     |                                     |                                     |                                     |  |  |             |             |             |             |             |             |
|                                          |                                          |                                          |                                          |                                          |                                          |                                        |                                        | + 10 enfants                            | + 10 enfants                            | + 10 enfants                            | + 10 enfants                            | + 10 enfants                            | + 10 enfants                            |                                              |                                              |                                               |                                               | + 11 enfants                                    | + 11 enfants                                    | + 11 enfants                                    | + 11 enfants                                    | + 11 enfants                                    | + 11 enfants                                    |                                            |                                            | Louise de Bourbon-Siciles (1804-1844)          | Louise de Bourbon-Siciles (1804-1844)          | Louise de Bourbon-Siciles (1804-1844)          | Louise de Bourbon-Siciles (1804-1844)          | Louise de Bourbon-Siciles (1804-1844)          | Louise de Bourbon-Siciles (1804-1844)          |                                          |                                          | François de Paule d'Espagne (1794-1865)  | François de Paule d'Espagne (1794-1865)  | François de Paule d'Espagne (1794-1865) | François de Paule d'Espagne (1794-1865) | François de Paule d'Espagne (1794-1865)     | François de Paule d'Espagne (1794-1865)     |                                             |                                             |                                             |                                             |                                             |                                             |                                               |                                               |                                               |                                               |                                               |                                               | + 6 enfants                                | + 6 enfants                                | + 6 enfants                                      | + 6 enfants                                      | + 6 enfants                                      | + 6 enfants                                      |                                                  |                                                  |                                                         |                                                         |                                                                 |                                                                 |                                                                 |                                                                 |                                                                 |                                                                 |                                     |                                     |                                     |                                     |                                     |                                     |                                                         |                                                         |                                                         |                                                         |                                                         |                                                         |                                           |                                           |                                                     |                                                     |                                                     |                                                     |                                                     |                                                     |                                           |                                           |                                              |                                              |                                              |                                              |                                              |                                              |                                       |                                       | Henri d'Orléans (1822-1897)              | Henri d'Orléans (1822-1897)              | Henri d'Orléans (1822-1897)                   | Henri d'Orléans (1822-1897)                   | Henri d'Orléans (1822-1897)                   | Henri d'Orléans (1822-1897)                   |                                                          |                                                          | Marie-Caroline de Bourbon-Siciles (1822-1867)            | Marie-Caroline de Bourbon-Siciles (1822-1867)            | Marie-Caroline de Bourbon-Siciles (1822-1867)            | Marie-Caroline de Bourbon-Siciles (1822-1867)            | Marie-Caroline de Bourbon-Siciles (1822-1867) | Marie-Caroline de Bourbon-Siciles (1822-1867) |                                              |                                              | Marie-Anne de Sardaigne (1803-1884)          | Marie-Anne de Sardaigne (1803-1884)          | Marie-Anne de Sardaigne (1803-1884)        | Marie-Anne de Sardaigne (1803-1884)        | Marie-Anne de Sardaigne (1803-1884)        | Marie-Anne de Sardaigne (1803-1884)        |                                            |                                            |                                                           |                                                           |                                                           |                                                           |                                                           |                                                           |                                              |                                              |                                               |                                               |                                               |                                               |                                               |                                               |                                     |                                     |                                     |                                     |  |  |             |             |             |             |             |             |
|                                          |                                          |                                          |                                          |                                          |                                          |                                        |                                        |                                         |                                         |                                         |                                         |                                         |                                         |                                              |                                              |                                               |                                               | Marie-Antoinette de Bourbon-Siciles (1784-1806) | Marie-Antoinette de Bourbon-Siciles (1784-1806) | Marie-Antoinette de Bourbon-Siciles (1784-1806) | Marie-Antoinette de Bourbon-Siciles (1784-1806) | Marie-Antoinette de Bourbon-Siciles (1784-1806) | Marie-Antoinette de Bourbon-Siciles (1784-1806) |                                            |                                            | Marie-Christine de Bourbon-Siciles (1806-1878) | Marie-Christine de Bourbon-Siciles (1806-1878) | Marie-Christine de Bourbon-Siciles (1806-1878) | Marie-Christine de Bourbon-Siciles (1806-1878) | Marie-Christine de Bourbon-Siciles (1806-1878) | Marie-Christine de Bourbon-Siciles (1806-1878) |                                          |                                          | Ferdinand VII d'Espagne (1784-1833)      | Ferdinand VII d'Espagne (1784-1833)      | Ferdinand VII d'Espagne (1784-1833)     | Ferdinand VII d'Espagne (1784-1833)     | Ferdinand VII d'Espagne (1784-1833)         | Ferdinand VII d'Espagne (1784-1833)         |                                             |                                             |                                             |                                             |                                             |                                             |                                               |                                               |                                               |                                               |                                               |                                               | Marie-Josèphe de Saxe (1803-1829)          | Marie-Josèphe de Saxe (1803-1829)          | Marie-Josèphe de Saxe (1803-1829)                | Marie-Josèphe de Saxe (1803-1829)                | Marie-Josèphe de Saxe (1803-1829)                | Marie-Josèphe de Saxe (1803-1829)                |                                                  |                                                  |                                                         |                                                         |                                                                 |                                                                 |                                                                 |                                                                 |                                                                 |                                                                 |                                     |                                     |                                     |                                     |                                     |                                     |                                                         |                                                         |                                                         |                                                         |                                                         |                                                         |                                           |                                           |                                                     |                                                     |                                                     |                                                     |                                                     |                                                     |                                           |                                           |                                              |                                              |                                              |                                              |                                              |                                              |                                       |                                       | Antoine d'Orléans (1824-1890)            | Antoine d'Orléans (1824-1890)            | Antoine d'Orléans (1824-1890)                 | Antoine d'Orléans (1824-1890)                 | Antoine d'Orléans (1824-1890)                 | Antoine d'Orléans (1824-1890)                 |                                                          |                                                          |                                                          |                                                          |                                                          |                                                          |                                               |                                               |                                              |                                              | Marie-Christine de Savoie (1812-1836)        | Marie-Christine de Savoie (1812-1836)        | Marie-Christine de Savoie (1812-1836)      | Marie-Christine de Savoie (1812-1836)      | Marie-Christine de Savoie (1812-1836)      | Marie-Christine de Savoie (1812-1836)      |                                            |                                            |                                                           |                                                           |                                                           |                                                           |                                                           |                                                           |                                              |                                              |                                               |                                               |                                               |                                               |                                               |                                               |                                     |                                     |                                     |                                     |  |  |             |             |             |             |             |             |
|                                          |                                          |                                          |                                          |                                          |                                          |                                        |                                        |                                         |                                         |                                         |                                         |                                         |                                         |                                              |                                              |                                               |                                               | Marie-Antoinette de Bourbon-Siciles (1784-1806) | Marie-Antoinette de Bourbon-Siciles (1784-1806) | Marie-Antoinette de Bourbon-Siciles (1784-1806) | Marie-Antoinette de Bourbon-Siciles (1784-1806) | Marie-Antoinette de Bourbon-Siciles (1784-1806) | Marie-Antoinette de Bourbon-Siciles (1784-1806) |                                            |                                            | Marie-Christine de Bourbon-Siciles (1806-1878) | Marie-Christine de Bourbon-Siciles (1806-1878) | Marie-Christine de Bourbon-Siciles (1806-1878) | Marie-Christine de Bourbon-Siciles (1806-1878) | Marie-Christine de Bourbon-Siciles (1806-1878) | Marie-Christine de Bourbon-Siciles (1806-1878) |                                          |                                          | Ferdinand VII d'Espagne (1784-1833)      | Ferdinand VII d'Espagne (1784-1833)      | Ferdinand VII d'Espagne (1784-1833)     | Ferdinand VII d'Espagne (1784-1833)     | Ferdinand VII d'Espagne (1784-1833)         | Ferdinand VII d'Espagne (1784-1833)         |                                             |                                             |                                             |                                             |                                             |                                             |                                               |                                               |                                               |                                               |                                               |                                               | Marie-Josèphe de Saxe (1803-1829)          | Marie-Josèphe de Saxe (1803-1829)          | Marie-Josèphe de Saxe (1803-1829)                | Marie-Josèphe de Saxe (1803-1829)                | Marie-Josèphe de Saxe (1803-1829)                | Marie-Josèphe de Saxe (1803-1829)                |                                                  |                                                  |                                                         |                                                         |                                                                 |                                                                 |                                                                 |                                                                 |                                                                 |                                                                 |                                     |                                     |                                     |                                     |                                     |                                     |                                                         |                                                         |                                                         |                                                         |                                                         |                                                         |                                           |                                           |                                                     |                                                     |                                                     |                                                     |                                                     |                                                     |                                           |                                           |                                              |                                              |                                              |                                              |                                              |                                              |                                       |                                       | Antoine d'Orléans (1824-1890)            | Antoine d'Orléans (1824-1890)            | Antoine d'Orléans (1824-1890)                 | Antoine d'Orléans (1824-1890)                 | Antoine d'Orléans (1824-1890)                 | Antoine d'Orléans (1824-1890)                 |                                                          |                                                          |                                                          |                                                          |                                                          |                                                          |                                               |                                               |                                              |                                              | Marie-Christine de Savoie (1812-1836)        | Marie-Christine de Savoie (1812-1836)        | Marie-Christine de Savoie (1812-1836)      | Marie-Christine de Savoie (1812-1836)      | Marie-Christine de Savoie (1812-1836)      | Marie-Christine de Savoie (1812-1836)      |                                            |                                            |                                                           |                                                           |                                                           |                                                           |                                                           |                                                           |                                              |                                              |                                               |                                               |                                               |                                               |                                               |                                               |                                     |                                     |                                     |                                     |  |  |             |             |             |             |             |             |
|                                          |                                          |                                          |                                          |                                          |                                          |                                        |                                        |                                         |                                         |                                         |                                         |                                         |                                         |                                              |                                              |                                               |                                               |                                                 |                                                 |                                                 |                                                 |                                                 |                                                 |                                            |                                            | + 10 enfants                                   | + 10 enfants                                   | + 10 enfants                                   | + 10 enfants                                   | + 10 enfants                                   | + 10 enfants                                   |                                          |                                          |                                          |                                          |                                         |                                         |                                             |                                             |                                             |                                             | Marie-Louise de Bourbon-Parme (1802-1857)   | Marie-Louise de Bourbon-Parme (1802-1857)   | Marie-Louise de Bourbon-Parme (1802-1857)   | Marie-Louise de Bourbon-Parme (1802-1857)   | Marie-Louise de Bourbon-Parme (1802-1857)     | Marie-Louise de Bourbon-Parme (1802-1857)     |                                               |                                               |                                               |                                               |                                            |                                            |                                                  |                                                  |                                                  |                                                  |                                                  |                                                  |                                                         |                                                         |                                                                 |                                                                 |                                                                 |                                                                 |                                                                 |                                                                 |                                     |                                     |                                     |                                     |                                     |                                     |                                                         |                                                         |                                                         |                                                         |                                                         |                                                         |                                           |                                           |                                                     |                                                     |                                                     |                                                     |                                                     |                                                     |                                           |                                           |                                              |                                              |                                              |                                              |                                              |                                              |                                       |                                       |                                          |                                          |                                               |                                               |                                               |                                               |                                                          |                                                          |                                                          |                                                          |                                                          |                                                          |                                               |                                               |                                              |                                              |                                              |                                              |                                            |                                            |                                            |                                            |                                            |                                            |                                                           |                                                           |                                                           |                                                           |                                                           |                                                           |                                              |                                              |                                               |                                               |                                               |                                               |                                               |                                               |                                     |                                     |                                     |                                     |  |  |             |             |             |             |             |             |
|                                          |                                          |                                          |                                          |                                          |                                          |                                        |                                        |                                         |                                         |                                         |                                         |                                         |                                         |                                              |                                              |                                               |                                               |                                                 |                                                 |                                                 |                                                 |                                                 |                                                 |                                            |                                            | + 10 enfants                                   | + 10 enfants                                   | + 10 enfants                                   | + 10 enfants                                   | + 10 enfants                                   | + 10 enfants                                   |                                          |                                          |                                          |                                          |                                         |                                         |                                             |                                             |                                             |                                             | Marie-Louise de Bourbon-Parme (1802-1857)   | Marie-Louise de Bourbon-Parme (1802-1857)   | Marie-Louise de Bourbon-Parme (1802-1857)   | Marie-Louise de Bourbon-Parme (1802-1857)   | Marie-Louise de Bourbon-Parme (1802-1857)     | Marie-Louise de Bourbon-Parme (1802-1857)     |                                               |                                               |                                               |                                               |                                            |                                            |                                                  |                                                  |                                                  |                                                  |                                                  |                                                  |                                                         |                                                         |                                                                 |                                                                 |                                                                 |                                                                 |                                                                 |                                                                 |                                     |                                     |                                     |                                     |                                     |                                     |                                                         |                                                         |                                                         |                                                         |                                                         |                                                         |                                           |                                           |                                                     |                                                     |                                                     |                                                     |                                                     |                                                     |                                           |                                           |                                              |                                              |                                              |                                              |                                              |                                              |                                       |                                       |                                          |                                          |                                               |                                               |                                               |                                               |                                                          |                                                          |                                                          |                                                          |                                                          |                                                          |                                               |                                               |                                              |                                              |                                              |                                              |                                            |                                            |                                            |                                            |                                            |                                            |                                                           |                                                           |                                                           |                                                           |                                                           |                                                           |                                              |                                              |                                               |                                               |                                               |                                               |                                               |                                               |                                     |                                     |                                     |                                     |  |  |             |             |             |             |             |             |
|                                          |                                          |                                          |                                          |                                          |                                          |                                        |                                        |                                         |                                         |                                         |                                         |                                         |                                         |                                              |                                              | Marie-Caroline de Bourbon-Siciles (1798-1870) | Marie-Caroline de Bourbon-Siciles (1798-1870) | Marie-Caroline de Bourbon-Siciles (1798-1870)   | Marie-Caroline de Bourbon-Siciles (1798-1870)   | Marie-Caroline de Bourbon-Siciles (1798-1870)   | Marie-Caroline de Bourbon-Siciles (1798-1870)   |                                                 |                                                 |                                            |                                            | Ferdinand II des Deux-Siciles (1810-1859)      | Ferdinand II des Deux-Siciles (1810-1859)      | Ferdinand II des Deux-Siciles (1810-1859)      | Ferdinand II des Deux-Siciles (1810-1859)      | Ferdinand II des Deux-Siciles (1810-1859)      | Ferdinand II des Deux-Siciles (1810-1859)      |                                          |                                          | Marie-Thérèse de Habsbourg (1816-1867)   | Marie-Thérèse de Habsbourg (1816-1867)   | Marie-Thérèse de Habsbourg (1816-1867)  | Marie-Thérèse de Habsbourg (1816-1867)  | Marie-Thérèse de Habsbourg (1816-1867)      | Marie-Thérèse de Habsbourg (1816-1867)      |                                             |                                             | Charles II de Bourbon-Parme (1799-1883)     | Charles II de Bourbon-Parme (1799-1883)     | Charles II de Bourbon-Parme (1799-1883)     | Charles II de Bourbon-Parme (1799-1883)     | Charles II de Bourbon-Parme (1799-1883)       | Charles II de Bourbon-Parme (1799-1883)       |                                               |                                               |                                               |                                               |                                            |                                            |                                                  |                                                  |                                                  |                                                  |                                                  |                                                  |                                                         |                                                         |                                                                 |                                                                 |                                                                 |                                                                 |                                                                 |                                                                 |                                     |                                     |                                     |                                     |                                     |                                     |                                                         |                                                         |                                                         |                                                         |                                                         |                                                         |                                           |                                           |                                                     |                                                     |                                                     |                                                     |                                                     |                                                     |                                           |                                           |                                              |                                              |                                              |                                              |                                              |                                              |                                       |                                       |                                          |                                          |                                               |                                               |                                               |                                               |                                                          |                                                          |                                                          |                                                          |                                                          |                                                          |                                               |                                               |                                              |                                              |                                              |                                              |                                            |                                            |                                            |                                            |                                            |                                            |                                                           |                                                           |                                                           |                                                           |                                                           |                                                           |                                              |                                              |                                               |                                               |                                               |                                               |                                               |                                               |                                     |                                     |                                     |                                     |  |  |             |             |             |             |             |             |
|                                          |                                          |                                          |                                          |                                          |                                          |                                        |                                        |                                         |                                         |                                         |                                         |                                         |                                         |                                              |                                              | Marie-Caroline de Bourbon-Siciles (1798-1870) | Marie-Caroline de Bourbon-Siciles (1798-1870) | Marie-Caroline de Bourbon-Siciles (1798-1870)   | Marie-Caroline de Bourbon-Siciles (1798-1870)   | Marie-Caroline de Bourbon-Siciles (1798-1870)   | Marie-Caroline de Bourbon-Siciles (1798-1870)   |                                                 |                                                 |                                            |                                            | Ferdinand II des Deux-Siciles (1810-1859)      | Ferdinand II des Deux-Siciles (1810-1859)      | Ferdinand II des Deux-Siciles (1810-1859)      | Ferdinand II des Deux-Siciles (1810-1859)      | Ferdinand II des Deux-Siciles (1810-1859)      | Ferdinand II des Deux-Siciles (1810-1859)      |                                          |                                          | Marie-Thérèse de Habsbourg (1816-1867)   | Marie-Thérèse de Habsbourg (1816-1867)   | Marie-Thérèse de Habsbourg (1816-1867)  | Marie-Thérèse de Habsbourg (1816-1867)  | Marie-Thérèse de Habsbourg (1816-1867)      | Marie-Thérèse de Habsbourg (1816-1867)      |                                             |                                             | Charles II de Bourbon-Parme (1799-1883)     | Charles II de Bourbon-Parme (1799-1883)     | Charles II de Bourbon-Parme (1799-1883)     | Charles II de Bourbon-Parme (1799-1883)     | Charles II de Bourbon-Parme (1799-1883)       | Charles II de Bourbon-Parme (1799-1883)       |                                               |                                               |                                               |                                               |                                            |                                            |                                                  |                                                  |                                                  |                                                  |                                                  |                                                  |                                                         |                                                         |                                                                 |                                                                 |                                                                 |                                                                 |                                                                 |                                                                 |                                     |                                     |                                     |                                     |                                     |                                     |                                                         |                                                         |                                                         |                                                         |                                                         |                                                         |                                           |                                           |                                                     |                                                     |                                                     |                                                     |                                                     |                                                     |                                           |                                           |                                              |                                              |                                              |                                              |                                              |                                              |                                       |                                       |                                          |                                          |                                               |                                               |                                               |                                               |                                                          |                                                          |                                                          |                                                          |                                                          |                                                          |                                               |                                               |                                              |                                              |                                              |                                              |                                            |                                            |                                            |                                            |                                            |                                            |                                                           |                                                           |                                                           |                                                           |                                                           |                                                           |                                              |                                              |                                               |                                               |                                               |                                               |                                               |                                               |                                     |                                     |                                     |                                     |  |  |             |             |             |             |             |             |
|                                          |                                          |                                          |                                          |                                          |                                          |                                        |                                        |                                         |                                         |                                         |                                         |                                         |                                         |                                              |                                              |                                               |                                               |                                                 |                                                 |                                                 |                                                 |                                                 |                                                 |                                            |                                            |                                                |                                                |                                                |                                                |                                                |                                                |                                          |                                          |                                          |                                          |                                         |                                         |                                             |                                             |                                             |                                             |                                             |                                             |                                             |                                             |                                               |                                               |                                               |                                               |                                               |                                               |                                            |                                            |                                                  |                                                  |                                                  |                                                  |                                                  |                                                  |                                                         |                                                         |                                                                 |                                                                 |                                                                 |                                                                 |                                                                 |                                                                 |                                     |                                     |                                     |                                     |                                     |                                     |                                                         |                                                         |                                                         |                                                         |                                                         |                                                         |                                           |                                           |                                                     |                                                     |                                                     |                                                     |                                                     |                                                     |                                           |                                           |                                              |                                              |                                              |                                              |                                              |                                              |                                       |                                       |                                          |                                          |                                               |                                               |                                               |                                               |                                                          |                                                          |                                                          |                                                          |                                                          |                                                          |                                               |                                               |                                              |                                              |                                              |                                              |                                            |                                            |                                            |                                            |                                            |                                            |                                                           |                                                           |                                                           |                                                           |                                                           |                                                           |                                              |                                              |                                               |                                               |                                               |                                               |                                               |                                               |                                     |                                     |                                     |                                     |  |  |             |             |             |             |             |             |
|                                          |                                          |                                          |                                          |                                          |                                          |                                        |                                        |                                         |                                         |                                         |                                         |                                         |                                         |                                              |                                              |                                               |                                               |                                                 |                                                 |                                                 |                                                 |                                                 |                                                 |                                            |                                            |                                                |                                                |                                                |                                                |                                                |                                                |                                          |                                          |                                          |                                          |                                         |                                         |                                             |                                             |                                             |                                             |                                             |                                             |                                             |                                             |                                               |                                               |                                               |                                               |                                               |                                               |                                            |                                            |                                                  |                                                  |                                                  |                                                  |                                                  |                                                  |                                                         |                                                         |                                                                 |                                                                 |                                                                 |                                                                 |                                                                 |                                                                 |                                     |                                     |                                     |                                     |                                     |                                     |                                                         |                                                         |                                                         |                                                         |                                                         |                                                         |                                           |                                           |                                                     |                                                     |                                                     |                                                     |                                                     |                                                     |                                           |                                           |                                              |                                              |                                              |                                              |                                              |                                              |                                       |                                       |                                          |                                          |                                               |                                               |                                               |                                               |                                                          |                                                          |                                                          |                                                          |                                                          |                                                          |                                               |                                               |                                              |                                              |                                              |                                              |                                            |                                            |                                            |                                            |                                            |                                            |                                                           |                                                           |                                                           |                                                           |                                                           |                                                           |                                              |                                              |                                               |                                               |                                               |                                               |                                               |                                               |                                     |                                     |                                     |                                     |  |  |             |             |             |             |             |             |
|                                          |                                          |                                          |                                          |                                          |                                          |                                        |                                        |                                         |                                         |                                         |                                         |                                         |                                         |                                              |                                              |                                               |                                               |                                                 |                                                 |                                                 |                                                 |                                                 |                                                 |                                            |                                            |                                                |                                                |                                                |                                                |                                                |                                                |                                          |                                          |                                          |                                          |                                         |                                         |                                             |                                             |                                             |                                             |                                             |                                             |                                             |                                             |                                               |                                               |                                               |                                               |                                               |                                               |                                            |                                            |                                                  |                                                  |                                                  |                                                  |                                                  |                                                  |                                                         |                                                         |                                                                 |                                                                 |                                                                 |                                                                 |                                                                 |                                                                 |                                     |                                     |                                     |                                     |                                     |                                     |                                                         |                                                         |                                                         |                                                         |                                                         |                                                         |                                           |                                           |                                                     |                                                     |                                                     |                                                     |                                                     |                                                     |                                           |                                           |                                              |                                              |                                              |                                              |                                              |                                              |                                       |                                       |                                          |                                          |                                               |                                               |                                               |                                               |                                                          |                                                          |                                                          |                                                          |                                                          |                                                          |                                               |                                               |                                              |                                              |                                              |                                              |                                            |                                            |                                            |                                            |                                            |                                            |                                                           |                                                           |                                                           |                                                           |                                                           |                                                           |                                              |                                              |                                               |                                               |                                               |                                               |                                               |                                               |                                     |                                     |                                     |                                     |  |  |             |             |             |             |             |             |
|                                          |                                          |                                          |                                          |                                          |                                          |                                        |                                        |                                         |                                         |                                         |                                         |                                         |                                         |                                              |                                              |                                               |                                               |                                                 |                                                 |                                                 |                                                 |                                                 |                                                 |                                            |                                            |                                                |                                                |                                                |                                                |                                                |                                                |                                          |                                          |                                          |                                          |                                         |                                         |                                             |                                             |                                             |                                             |                                             |                                             |                                             |                                             |                                               |                                               |                                               |                                               |                                               |                                               |                                            |                                            |                                                  |                                                  |                                                  |                                                  |                                                  |                                                  |                                                         |                                                         |                                                                 |                                                                 |                                                                 |                                                                 |                                                                 |                                                                 |                                     |                                     |                                     |                                     |                                     |                                     |                                                         |                                                         |                                                         |                                                         |                                                         |                                                         |                                           |                                           |                                                     |                                                     |                                                     |                                                     |                                                     |                                                     |                                           |                                           |                                              |                                              |                                              |                                              |                                              |                                              |                                       |                                       |                                          |                                          |                                               |                                               |                                               |                                               |                                                          |                                                          |                                                          |                                                          |                                                          |                                                          |                                               |                                               |                                              |                                              |                                              |                                              |                                            |                                            |                                            |                                            |                                            |                                            |                                                           |                                                           |                                                           |                                                           |                                                           |                                                           |                                              |                                              |                                               |                                               |                                               |                                               |                                               |                                               |                                     |                                     |                                     |                                     |  |  |             |             |             |             |             |             |